# Llista d'asteroides (198001-199000)
Llista d'asteroides del 198001 al 199000, amb data de descoberta i descobridor. És un fragment de la llista d'asteroides completa. Als asteroides se'ls dona un número quan es confirma la seva òrbita, per tant apareixen llistats aproximadament segons la data de descobriment.
Contingut: 198001... 198101... 198201... 198301... 198401... 198501... 198601... 198701... 198801... 198901... 

| Nom           | Designació provisional | Data de descobriment   | Lloc de descobriment | Descobridor/s               |
| 198001-198100 | 198001-198100          | 198001-198100          | 198001-198100        | 198001-198100               |
| ------------- | ---------------------- | ---------------------- | -------------------- | --------------------------- |
| 198001 -      | 2004 RJ179             | 10 de setembre de 2004 | Socorro              | LINEAR                      |
| 198002 -      | 2004 RO179             | 10 de setembre de 2004 | Socorro              | LINEAR                      |
| 198003 -      | 2004 RS181             | 10 de setembre de 2004 | Socorro              | LINEAR                      |
| 198004 -      | 2004 RB182             | 10 de setembre de 2004 | Socorro              | LINEAR                      |
| 198005 -      | 2004 RS186             | 10 de setembre de 2004 | Socorro              | LINEAR                      |
| 198006 -      | 2004 RE187             | 10 de setembre de 2004 | Socorro              | LINEAR                      |
| 198007 -      | 2004 RO191             | 10 de setembre de 2004 | Socorro              | LINEAR                      |
| 198008 -      | 2004 RP191             | 10 de setembre de 2004 | Socorro              | LINEAR                      |
| 198009 -      | 2004 RC198             | 10 de setembre de 2004 | Socorro              | LINEAR                      |
| 198010 -      | 2004 RU199             | 10 de setembre de 2004 | Socorro              | LINEAR                      |
| 198011 -      | 2004 RK200             | 10 de setembre de 2004 | Socorro              | LINEAR                      |
| 198012 -      | 2004 RF201             | 10 de setembre de 2004 | Socorro              | LINEAR                      |
| 198013 -      | 2004 RJ201             | 10 de setembre de 2004 | Socorro              | LINEAR                      |
| 198014 -      | 2004 RS202             | 11 de setembre de 2004 | Kitt Peak            | Spacewatch                  |
| 198015 -      | 2004 RP204             | 12 de setembre de 2004 | Kitt Peak            | Spacewatch                  |
| 198016 -      | 2004 RL205             | 8 de setembre de 2004  | Socorro              | LINEAR                      |
| 198017 -      | 2004 RW209             | 11 de setembre de 2004 | Socorro              | LINEAR                      |
| 198018 -      | 2004 RC218             | 11 de setembre de 2004 | Socorro              | LINEAR                      |
| 198019 -      | 2004 RH220             | 11 de setembre de 2004 | Socorro              | LINEAR                      |
| 198020 -      | 2004 RJ221             | 11 de setembre de 2004 | Socorro              | LINEAR                      |
| 198021 -      | 2004 RW221             | 12 de setembre de 2004 | Kitt Peak            | Spacewatch                  |
| 198022 -      | 2004 RZ224             | 9 de setembre de 2004  | Socorro              | LINEAR                      |
| 198023 -      | 2004 RC225             | 9 de setembre de 2004  | Socorro              | LINEAR                      |
| 198024 -      | 2004 RB226             | 9 de setembre de 2004  | Socorro              | LINEAR                      |
| 198025 -      | 2004 RX229             | 9 de setembre de 2004  | Kitt Peak            | Spacewatch                  |
| 198026 -      | 2004 RB230             | 9 de setembre de 2004  | Kitt Peak            | Spacewatch                  |
| 198027 -      | 2004 RB231             | 9 de setembre de 2004  | Kitt Peak            | Spacewatch                  |
| 198028 -      | 2004 RX231             | 9 de setembre de 2004  | Kitt Peak            | Spacewatch                  |
| 198029 -      | 2004 RD233             | 9 de setembre de 2004  | Kitt Peak            | Spacewatch                  |
| 198030 -      | 2004 RO238             | 10 de setembre de 2004 | Kitt Peak            | Spacewatch                  |
| 198031 -      | 2004 RA240             | 10 de setembre de 2004 | Kitt Peak            | Spacewatch                  |
| 198032 -      | 2004 RS241             | 10 de setembre de 2004 | Kitt Peak            | Spacewatch                  |
| 198033 -      | 2004 RR244             | 10 de setembre de 2004 | Kitt Peak            | Spacewatch                  |
| 198034 -      | 2004 RW244             | 10 de setembre de 2004 | Kitt Peak            | Spacewatch                  |
| 198035 -      | 2004 RK253             | 15 de setembre de 2004 | Siding Spring        | SSS                         |
| 198036 -      | 2004 RU254             | 6 de setembre de 2004  | Palomar              | NEAT                        |
| 198037 -      | 2004 RY254             | 6 de setembre de 2004  | Palomar              | NEAT                        |
| 198038 -      | 2004 RP256             | 9 de setembre de 2004  | Socorro              | LINEAR                      |
| 198039 -      | 2004 RW257             | 10 de setembre de 2004 | Needville            | Needville                   |
| 198040 -      | 2004 RT266             | 11 de setembre de 2004 | Kitt Peak            | Spacewatch                  |
| 198041 -      | 2004 RN272             | 11 de setembre de 2004 | Kitt Peak            | Spacewatch                  |
| 198042 -      | 2004 RF275             | 12 de setembre de 2004 | Kitt Peak            | Spacewatch                  |
| 198043 -      | 2004 RF276             | 13 de setembre de 2004 | Kitt Peak            | Spacewatch                  |
| 198044 -      | 2004 RR276             | 13 de setembre de 2004 | Kitt Peak            | Spacewatch                  |
| 198045 -      | 2004 RJ281             | 15 de setembre de 2004 | Kitt Peak            | Spacewatch                  |
| 198046 -      | 2004 RB285             | 15 de setembre de 2004 | Kitt Peak            | Spacewatch                  |
| 198047 -      | 2004 RL288             | 15 de setembre de 2004 | 7300 Observatory     | W. K. Y. Yeung              |
| 198048 -      | 2004 RR290             | 8 de setembre de 2004  | Palomar              | NEAT                        |
| 198049 -      | 2004 RV290             | 9 de setembre de 2004  | Socorro              | LINEAR                      |
| 198050 -      | 2004 RR294             | 11 de setembre de 2004 | Kitt Peak            | Spacewatch                  |
| 198051 -      | 2004 RS298             | 11 de setembre de 2004 | Kitt Peak            | Spacewatch                  |
| 198052 -      | 2004 RU298             | 11 de setembre de 2004 | Kitt Peak            | Spacewatch                  |
| 198053 -      | 2004 RY301             | 11 de setembre de 2004 | Kitt Peak            | Spacewatch                  |
| 198054 -      | 2004 RL305             | 12 de setembre de 2004 | Socorro              | LINEAR                      |
| 198055 -      | 2004 RF307             | 12 de setembre de 2004 | Socorro              | LINEAR                      |
| 198056 -      | 2004 RT309             | 13 de setembre de 2004 | Kitt Peak            | Spacewatch                  |
| 198057 -      | 2004 RB310             | 13 de setembre de 2004 | Socorro              | LINEAR                      |
| 198058 -      | 2004 RD311             | 13 de setembre de 2004 | Palomar              | NEAT                        |
| 198059 -      | 2004 RM316             | 11 de setembre de 2004 | Socorro              | LINEAR                      |
| 198060 -      | 2004 RH320             | 13 de setembre de 2004 | Socorro              | LINEAR                      |
| 198061 -      | 2004 RC322             | 13 de setembre de 2004 | Socorro              | LINEAR                      |
| 198062 -      | 2004 RH322             | 13 de setembre de 2004 | Socorro              | LINEAR                      |
| 198063 -      | 2004 RL323             | 13 de setembre de 2004 | Socorro              | LINEAR                      |
| 198064 -      | 2004 RG325             | 13 de setembre de 2004 | Socorro              | LINEAR                      |
| 198065 -      | 2004 RO325             | 13 de setembre de 2004 | Socorro              | LINEAR                      |
| 198066 -      | 2004 RB326             | 13 de setembre de 2004 | Socorro              | LINEAR                      |
| 198067 -      | 2004 RS327             | 14 de setembre de 2004 | Socorro              | LINEAR                      |
| 198068 -      | 2004 RU328             | 15 de setembre de 2004 | Anderson Mesa        | LONEOS                      |
| 198069 -      | 2004 RW330             | 15 de setembre de 2004 | Kitt Peak            | Spacewatch                  |
| 198070 -      | 2004 RQ333             | 15 de setembre de 2004 | Anderson Mesa        | LONEOS                      |
| 198071 -      | 2004 RT341             | 10 de setembre de 2004 | Kitt Peak            | Spacewatch                  |
| 198072 -      | 2004 RH342             | 10 de setembre de 2004 | Socorro              | LINEAR                      |
| 198073 -      | 2004 RM345             | 10 de setembre de 2004 | Kitt Peak            | Spacewatch                  |
| 198074 -      | 2004 SH2               | 16 de setembre de 2004 | Goodricke-Pigott     | R. A. Tucker                |
| 198075 -      | 2004 SK3               | 17 de setembre de 2004 | Anderson Mesa        | LONEOS                      |
| 198076 -      | 2004 SF4               | 17 de setembre de 2004 | Kitt Peak            | Spacewatch                  |
| 198077 -      | 2004 SS4               | 17 de setembre de 2004 | Socorro              | LINEAR                      |
| 198078 -      | 2004 SN14              | 17 de setembre de 2004 | Anderson Mesa        | LONEOS                      |
| 198079 -      | 2004 SP14              | 17 de setembre de 2004 | Anderson Mesa        | LONEOS                      |
| 198080 -      | 2004 SM15              | 17 de setembre de 2004 | Anderson Mesa        | LONEOS                      |
| 198081 -      | 2004 SY15              | 17 de setembre de 2004 | Anderson Mesa        | LONEOS                      |
| 198082 -      | 2004 SB18              | 17 de setembre de 2004 | Anderson Mesa        | LONEOS                      |
| 198083 -      | 2004 SA19              | 18 de setembre de 2004 | Socorro              | LINEAR                      |
| 198084 -      | 2004 SG21              | 21 de setembre de 2004 | Socorro              | LINEAR                      |
| 198085 -      | 2004 SD22              | 17 de setembre de 2004 | Anderson Mesa        | LONEOS                      |
| 198086 -      | 2004 SL23              | 17 de setembre de 2004 | Kitt Peak            | Spacewatch                  |
| 198087 -      | 2004 ST24              | 21 de setembre de 2004 | Socorro              | LINEAR                      |
| 198088 -      | 2004 SH25              | 21 de setembre de 2004 | Kitt Peak            | Spacewatch                  |
| 198089 -      | 2004 ST25              | 22 de setembre de 2004 | Desert Eagle         | W. K. Y. Yeung              |
| 198090 -      | 2004 SC27              | 16 de setembre de 2004 | Kitt Peak            | Spacewatch                  |
| 198091 -      | 2004 SS27              | 16 de setembre de 2004 | Kitt Peak            | Spacewatch                  |
| 198092 -      | 2004 SU27              | 16 de setembre de 2004 | Kitt Peak            | Spacewatch                  |
| 198093 -      | 2004 SW30              | 17 de setembre de 2004 | Socorro              | LINEAR                      |
| 198094 -      | 2004 SK32              | 17 de setembre de 2004 | Socorro              | LINEAR                      |
| 198095 -      | 2004 SY32              | 17 de setembre de 2004 | Socorro              | LINEAR                      |
| 198096 -      | 2004 SR37              | 17 de setembre de 2004 | Socorro              | LINEAR                      |
| 198097 -      | 2004 SL38              | 17 de setembre de 2004 | Socorro              | LINEAR                      |
| 198098 -      | 2004 SL40              | 17 de setembre de 2004 | Socorro              | LINEAR                      |
| 198099 -      | 2004 SO40              | 17 de setembre de 2004 | Socorro              | LINEAR                      |
| 198100 -      | 2004 SQ41              | 18 de setembre de 2004 | Socorro              | LINEAR                      |
| 198101-198200 |                        |                        |                      |                             |
| 198101 -      | 2004 SJ44              | 18 de setembre de 2004 | Socorro              | LINEAR                      |
| 198102 -      | 2004 SX47              | 18 de setembre de 2004 | Socorro              | LINEAR                      |
| 198103 -      | 2004 SZ48              | 21 de setembre de 2004 | Socorro              | LINEAR                      |
| 198104 -      | 2004 SO49              | 21 de setembre de 2004 | Socorro              | LINEAR                      |
| 198105 -      | 2004 SS50              | 22 de setembre de 2004 | Kitt Peak            | Spacewatch                  |
| 198106 -      | 2004 SH51              | 22 de setembre de 2004 | Kitt Peak            | Spacewatch                  |
| 198107 -      | 2004 SG52              | 18 de setembre de 2004 | Socorro              | LINEAR                      |
| 198108 -      | 2004 SU53              | 22 de setembre de 2004 | Socorro              | LINEAR                      |
| 198109 -      | 2004 SY54              | 22 de setembre de 2004 | Socorro              | LINEAR                      |
| 198110 -      | 2004 SD56              | 17 de setembre de 2004 | Wrightwood           | J. W. Young                 |
| 198111 -      | 2004 SZ56              | 16 de setembre de 2004 | Anderson Mesa        | LONEOS                      |
| 198112 -      | 2004 TM1               | 4 d'octubre de 2004    | Kitt Peak            | Spacewatch                  |
| 198113 -      | 2004 TY1               | 4 d'octubre de 2004    | Kitt Peak            | Spacewatch                  |
| 198114 -      | 2004 TQ2               | 4 d'octubre de 2004    | Kitt Peak            | Spacewatch                  |
| 198115 -      | 2004 TV2               | 4 d'octubre de 2004    | Kitt Peak            | Spacewatch                  |
| 198116 -      | 2004 TJ4               | 4 d'octubre de 2004    | Kitt Peak            | Spacewatch                  |
| 198117 -      | 2004 TF5               | 4 d'octubre de 2004    | Kitt Peak            | Spacewatch                  |
| 198118 -      | 2004 TJ6               | 2 d'octubre de 2004    | Palomar              | NEAT                        |
| 198119 -      | 2004 TX8               | 4 d'octubre de 2004    | Anderson Mesa        | LONEOS                      |
| 198120 -      | 2004 TZ11              | 5 d'octubre de 2004    | Goodricke-Pigott     | R. A. Tucker                |
| 198121 -      | 2004 TM12              | 7 d'octubre de 2004    | Socorro              | LINEAR                      |
| 198122 -      | 2004 TY14              | 9 d'octubre de 2004    | Goodricke-Pigott     | R. A. Tucker                |
| 198123 -      | 2004 TB15              | 4 d'octubre de 2004    | Kitt Peak            | Spacewatch                  |
| 198124 -      | 2004 TT15              | 11 d'octubre de 2004   | Kitt Peak            | Spacewatch                  |
| 198125 -      | 2004 TV17              | 12 d'octubre de 2004   | Moletai              | K. Černis, J. Zdanavičius   |
| 198126 -      | 2004 TS18              | 14 d'octubre de 2004   | Goodricke-Pigott     | R. A. Tucker                |
| 198127 -      | 2004 TE23              | 4 d'octubre de 2004    | Kitt Peak            | Spacewatch                  |
| 198128 -      | 2004 TS25              | 4 d'octubre de 2004    | Kitt Peak            | Spacewatch                  |
| 198129 -      | 2004 TG28              | 4 d'octubre de 2004    | Kitt Peak            | Spacewatch                  |
| 198130 -      | 2004 TZ30              | 4 d'octubre de 2004    | Anderson Mesa        | LONEOS                      |
| 198131 -      | 2004 TS31              | 4 d'octubre de 2004    | Anderson Mesa        | LONEOS                      |
| 198132 -      | 2004 TQ32              | 4 d'octubre de 2004    | Kitt Peak            | Spacewatch                  |
| 198133 -      | 2004 TX33              | 4 d'octubre de 2004    | Anderson Mesa        | LONEOS                      |
| 198134 -      | 2004 TT34              | 4 d'octubre de 2004    | Anderson Mesa        | LONEOS                      |
| 198135 -      | 2004 TK35              | 4 d'octubre de 2004    | Kitt Peak            | Spacewatch                  |
| 198136 -      | 2004 TX35              | 4 d'octubre de 2004    | Kitt Peak            | Spacewatch                  |
| 198137 -      | 2004 TT36              | 4 d'octubre de 2004    | Kitt Peak            | Spacewatch                  |
| 198138 -      | 2004 TW37              | 4 d'octubre de 2004    | Kitt Peak            | Spacewatch                  |
| 198139 -      | 2004 TT38              | 4 d'octubre de 2004    | Kitt Peak            | Spacewatch                  |
| 198140 -      | 2004 TB39              | 4 d'octubre de 2004    | Kitt Peak            | Spacewatch                  |
| 198141 -      | 2004 TB40              | 4 d'octubre de 2004    | Kitt Peak            | Spacewatch                  |
| 198142 -      | 2004 TF42              | 4 d'octubre de 2004    | Kitt Peak            | Spacewatch                  |
| 198143 -      | 2004 TA46              | 4 d'octubre de 2004    | Kitt Peak            | Spacewatch                  |
| 198144 -      | 2004 TK46              | 4 d'octubre de 2004    | Kitt Peak            | Spacewatch                  |
| 198145 -      | 2004 TC48              | 4 d'octubre de 2004    | Kitt Peak            | Spacewatch                  |
| 198146 -      | 2004 TE50              | 4 d'octubre de 2004    | Kitt Peak            | Spacewatch                  |
| 198147 -      | 2004 TR51              | 4 d'octubre de 2004    | Kitt Peak            | Spacewatch                  |
| 198148 -      | 2004 TY52              | 4 d'octubre de 2004    | Kitt Peak            | Spacewatch                  |
| 198149 -      | 2004 TL53              | 4 d'octubre de 2004    | Kitt Peak            | Spacewatch                  |
| 198150 -      | 2004 TM53              | 4 d'octubre de 2004    | Kitt Peak            | Spacewatch                  |
| 198151 -      | 2004 TN53              | 4 d'octubre de 2004    | Kitt Peak            | Spacewatch                  |
| 198152 -      | 2004 TY53              | 4 d'octubre de 2004    | Kitt Peak            | Spacewatch                  |
| 198153 -      | 2004 TD55              | 4 d'octubre de 2004    | Kitt Peak            | Spacewatch                  |
| 198154 -      | 2004 TJ55              | 4 d'octubre de 2004    | Kitt Peak            | Spacewatch                  |
| 198155 -      | 2004 TD61              | 5 d'octubre de 2004    | Anderson Mesa        | LONEOS                      |
| 198156 -      | 2004 TB66              | 5 d'octubre de 2004    | Anderson Mesa        | LONEOS                      |
| 198157 -      | 2004 TM66              | 5 d'octubre de 2004    | Anderson Mesa        | LONEOS                      |
| 198158 -      | 2004 TP69              | 5 d'octubre de 2004    | Anderson Mesa        | LONEOS                      |
| 198159 -      | 2004 TA71              | 6 d'octubre de 2004    | Kitt Peak            | Spacewatch                  |
| 198160 -      | 2004 TR71              | 6 d'octubre de 2004    | Kitt Peak            | Spacewatch                  |
| 198161 -      | 2004 TR72              | 6 d'octubre de 2004    | Kitt Peak            | Spacewatch                  |
| 198162 -      | 2004 TG73              | 6 d'octubre de 2004    | Kitt Peak            | Spacewatch                  |
| 198163 -      | 2004 TS73              | 6 d'octubre de 2004    | Kitt Peak            | Spacewatch                  |
| 198164 -      | 2004 TZ73              | 6 d'octubre de 2004    | Kitt Peak            | Spacewatch                  |
| 198165 -      | 2004 TZ75              | 6 d'octubre de 2004    | Palomar              | NEAT                        |
| 198166 -      | 2004 TP77              | 7 d'octubre de 2004    | Kitt Peak            | Spacewatch                  |
| 198167 -      | 2004 TO79              | 4 d'octubre de 2004    | Kitt Peak            | Spacewatch                  |
| 198168 -      | 2004 TM81              | 5 d'octubre de 2004    | Kitt Peak            | Spacewatch                  |
| 198169 -      | 2004 TM86              | 5 d'octubre de 2004    | Kitt Peak            | Spacewatch                  |
| 198170 -      | 2004 TQ90              | 5 d'octubre de 2004    | Kitt Peak            | Spacewatch                  |
| 198171 -      | 2004 TA92              | 5 d'octubre de 2004    | Kitt Peak            | Spacewatch                  |
| 198172 -      | 2004 TF93              | 5 d'octubre de 2004    | Kitt Peak            | Spacewatch                  |
| 198173 -      | 2004 TV97              | 5 d'octubre de 2004    | Kitt Peak            | Spacewatch                  |
| 198174 -      | 2004 TY101             | 6 d'octubre de 2004    | Kitt Peak            | Spacewatch                  |
| 198175 -      | 2004 TG103             | 6 d'octubre de 2004    | Palomar              | NEAT                        |
| 198176 -      | 2004 TK103             | 6 d'octubre de 2004    | Palomar              | NEAT                        |
| 198177 -      | 2004 TL103             | 7 d'octubre de 2004    | Anderson Mesa        | LONEOS                      |
| 198178 -      | 2004 TL104             | 7 d'octubre de 2004    | Anderson Mesa        | LONEOS                      |
| 198179 -      | 2004 TJ106             | 7 d'octubre de 2004    | Socorro              | LINEAR                      |
| 198180 -      | 2004 TH107             | 7 d'octubre de 2004    | Socorro              | LINEAR                      |
| 198181 -      | 2004 TE108             | 7 d'octubre de 2004    | Socorro              | LINEAR                      |
| 198182 -      | 2004 TR108             | 7 d'octubre de 2004    | Socorro              | LINEAR                      |
| 198183 -      | 2004 TD109             | 7 d'octubre de 2004    | Anderson Mesa        | LONEOS                      |
| 198184 -      | 2004 TU109             | 7 d'octubre de 2004    | Socorro              | LINEAR                      |
| 198185 -      | 2004 TC114             | 7 d'octubre de 2004    | Palomar              | NEAT                        |
| 198186 -      | 2004 TE114             | 7 d'octubre de 2004    | Palomar              | NEAT                        |
| 198187 -      | 2004 TM124             | 7 d'octubre de 2004    | Socorro              | LINEAR                      |
| 198188 -      | 2004 TC125             | 7 d'octubre de 2004    | Socorro              | LINEAR                      |
| 198189 -      | 2004 TG125             | 7 d'octubre de 2004    | Socorro              | LINEAR                      |
| 198190 -      | 2004 TD126             | 7 d'octubre de 2004    | Socorro              | LINEAR                      |
| 198191 -      | 2004 TU127             | 7 d'octubre de 2004    | Socorro              | LINEAR                      |
| 198192 -      | 2004 TR128             | 7 d'octubre de 2004    | Socorro              | LINEAR                      |
| 198193 -      | 2004 TK129             | 7 d'octubre de 2004    | Socorro              | LINEAR                      |
| 198194 -      | 2004 TH131             | 7 d'octubre de 2004    | Anderson Mesa        | LONEOS                      |
| 198195 -      | 2004 TY133             | 7 d'octubre de 2004    | Palomar              | NEAT                        |
| 198196 -      | 2004 TY136             | 8 d'octubre de 2004    | Anderson Mesa        | LONEOS                      |
| 198197 -      | 2004 TO137             | 8 d'octubre de 2004    | Anderson Mesa        | LONEOS                      |
| 198198 -      | 2004 TZ137             | 8 d'octubre de 2004    | Anderson Mesa        | LONEOS                      |
| 198199 -      | 2004 TA138             | 8 d'octubre de 2004    | Anderson Mesa        | LONEOS                      |
| 198200 -      | 2004 TX138             | 9 d'octubre de 2004    | Anderson Mesa        | LONEOS                      |
| 198201-198300 |                        |                        |                      |                             |
| 198201 -      | 2004 TY141             | 4 d'octubre de 2004    | Kitt Peak            | Spacewatch                  |
| 198202 -      | 2004 TE142             | 4 d'octubre de 2004    | Kitt Peak            | Spacewatch                  |
| 198203 -      | 2004 TL142             | 4 d'octubre de 2004    | Kitt Peak            | Spacewatch                  |
| 198204 -      | 2004 TH144             | 4 d'octubre de 2004    | Kitt Peak            | Spacewatch                  |
| 198205 -      | 2004 TM149             | 6 d'octubre de 2004    | Kitt Peak            | Spacewatch                  |
| 198206 -      | 2004 TH150             | 6 d'octubre de 2004    | Kitt Peak            | Spacewatch                  |
| 198207 -      | 2004 TZ150             | 6 d'octubre de 2004    | Kitt Peak            | Spacewatch                  |
| 198208 -      | 2004 TV156             | 6 d'octubre de 2004    | Kitt Peak            | Spacewatch                  |
| 198209 -      | 2004 TE160             | 6 d'octubre de 2004    | Kitt Peak            | Spacewatch                  |
| 198210 -      | 2004 TF163             | 6 d'octubre de 2004    | Kitt Peak            | Spacewatch                  |
| 198211 -      | 2004 TN164             | 6 d'octubre de 2004    | Kitt Peak            | Spacewatch                  |
| 198212 -      | 2004 TU165             | 7 d'octubre de 2004    | Kitt Peak            | Spacewatch                  |
| 198213 -      | 2004 TE166             | 7 d'octubre de 2004    | Kitt Peak            | Spacewatch                  |
| 198214 -      | 2004 TQ167             | 7 d'octubre de 2004    | Kitt Peak            | Spacewatch                  |
| 198215 -      | 2004 TR167             | 7 d'octubre de 2004    | Kitt Peak            | Spacewatch                  |
| 198216 -      | 2004 TY168             | 7 d'octubre de 2004    | Socorro              | LINEAR                      |
| 198217 -      | 2004 TS171             | 8 d'octubre de 2004    | Socorro              | LINEAR                      |
| 198218 -      | 2004 TZ173             | 8 d'octubre de 2004    | Socorro              | LINEAR                      |
| 198219 -      | 2004 TM175             | 9 d'octubre de 2004    | Socorro              | LINEAR                      |
| 198220 -      | 2004 TQ175             | 9 d'octubre de 2004    | Socorro              | LINEAR                      |
| 198221 -      | 2004 TK176             | 9 d'octubre de 2004    | Socorro              | LINEAR                      |
| 198222 -      | 2004 TL176             | 9 d'octubre de 2004    | Socorro              | LINEAR                      |
| 198223 -      | 2004 TL180             | 7 d'octubre de 2004    | Kitt Peak            | Spacewatch                  |
| 198224 -      | 2004 TX180             | 7 d'octubre de 2004    | Kitt Peak            | Spacewatch                  |
| 198225 -      | 2004 TR182             | 7 d'octubre de 2004    | Kitt Peak            | Spacewatch                  |
| 198226 -      | 2004 TF184             | 7 d'octubre de 2004    | Kitt Peak            | Spacewatch                  |
| 198227 -      | 2004 TE186             | 7 d'octubre de 2004    | Kitt Peak            | Spacewatch                  |
| 198228 -      | 2004 TO186             | 7 d'octubre de 2004    | Kitt Peak            | Spacewatch                  |
| 198229 -      | 2004 TV186             | 7 d'octubre de 2004    | Kitt Peak            | Spacewatch                  |
| 198230 -      | 2004 TW188             | 7 d'octubre de 2004    | Kitt Peak            | Spacewatch                  |
| 198231 -      | 2004 TY194             | 7 d'octubre de 2004    | Kitt Peak            | Spacewatch                  |
| 198232 -      | 2004 TU195             | 7 d'octubre de 2004    | Kitt Peak            | Spacewatch                  |
| 198233 -      | 2004 TY195             | 7 d'octubre de 2004    | Kitt Peak            | Spacewatch                  |
| 198234 -      | 2004 TN198             | 7 d'octubre de 2004    | Kitt Peak            | Spacewatch                  |
| 198235 -      | 2004 TU202             | 7 d'octubre de 2004    | Kitt Peak            | Spacewatch                  |
| 198236 -      | 2004 TW202             | 7 d'octubre de 2004    | Kitt Peak            | Spacewatch                  |
| 198237 -      | 2004 TR203             | 7 d'octubre de 2004    | Kitt Peak            | Spacewatch                  |
| 198238 -      | 2004 TB204             | 7 d'octubre de 2004    | Kitt Peak            | Spacewatch                  |
| 198239 -      | 2004 TE204             | 7 d'octubre de 2004    | Kitt Peak            | Spacewatch                  |
| 198240 -      | 2004 TR204             | 7 d'octubre de 2004    | Kitt Peak            | Spacewatch                  |
| 198241 -      | 2004 TU204             | 7 d'octubre de 2004    | Kitt Peak            | Spacewatch                  |
| 198242 -      | 2004 TV204             | 7 d'octubre de 2004    | Kitt Peak            | Spacewatch                  |
| 198243 -      | 2004 TN206             | 7 d'octubre de 2004    | Kitt Peak            | Spacewatch                  |
| 198244 -      | 2004 TS206             | 7 d'octubre de 2004    | Kitt Peak            | Spacewatch                  |
| 198245 -      | 2004 TB209             | 8 d'octubre de 2004    | Kitt Peak            | Spacewatch                  |
| 198246 -      | 2004 TS211             | 8 d'octubre de 2004    | Kitt Peak            | Spacewatch                  |
| 198247 -      | 2004 TP213             | 9 d'octubre de 2004    | Kitt Peak            | Spacewatch                  |
| 198248 -      | 2004 TB214             | 9 d'octubre de 2004    | Kitt Peak            | Spacewatch                  |
| 198249 -      | 2004 TA216             | 6 d'octubre de 2004    | Kitt Peak            | Spacewatch                  |
| 198250 -      | 2004 TS216             | 3 d'octubre de 2004    | Palomar              | NEAT                        |
| 198251 -      | 2004 TV218             | 5 d'octubre de 2004    | Kitt Peak            | Spacewatch                  |
| 198252 -      | 2004 TD222             | 7 d'octubre de 2004    | Socorro              | LINEAR                      |
| 198253 -      | 2004 TE222             | 7 d'octubre de 2004    | Socorro              | LINEAR                      |
| 198254 -      | 2004 TJ224             | 8 d'octubre de 2004    | Kitt Peak            | Spacewatch                  |
| 198255 -      | 2004 TK224             | 8 d'octubre de 2004    | Kitt Peak            | Spacewatch                  |
| 198256 -      | 2004 TY228             | 8 d'octubre de 2004    | Kitt Peak            | Spacewatch                  |
| 198257 -      | 2004 TQ229             | 8 d'octubre de 2004    | Kitt Peak            | Spacewatch                  |
| 198258 -      | 2004 TX238             | 9 d'octubre de 2004    | Kitt Peak            | Spacewatch                  |
| 198259 -      | 2004 TN242             | 6 d'octubre de 2004    | Socorro              | LINEAR                      |
| 198260 -      | 2004 TZ242             | 6 d'octubre de 2004    | Socorro              | LINEAR                      |
| 198261 -      | 2004 TJ243             | 6 d'octubre de 2004    | Kitt Peak            | Spacewatch                  |
| 198262 -      | 2004 TS247             | 7 d'octubre de 2004    | Socorro              | LINEAR                      |
| 198263 -      | 2004 TW249             | 7 d'octubre de 2004    | Socorro              | LINEAR                      |
| 198264 -      | 2004 TB257             | 9 d'octubre de 2004    | Socorro              | LINEAR                      |
| 198265 -      | 2004 TH261             | 9 d'octubre de 2004    | Kitt Peak            | Spacewatch                  |
| 198266 -      | 2004 TT262             | 9 d'octubre de 2004    | Socorro              | LINEAR                      |
| 198267 -      | 2004 TV263             | 9 d'octubre de 2004    | Kitt Peak            | Spacewatch                  |
| 198268 -      | 2004 TK264             | 9 d'octubre de 2004    | Kitt Peak            | Spacewatch                  |
| 198269 -      | 2004 TQ264             | 9 d'octubre de 2004    | Kitt Peak            | Spacewatch                  |
| 198270 -      | 2004 TU264             | 9 d'octubre de 2004    | Kitt Peak            | Spacewatch                  |
| 198271 -      | 2004 TG265             | 9 d'octubre de 2004    | Kitt Peak            | Spacewatch                  |
| 198272 -      | 2004 TV266             | 9 d'octubre de 2004    | Kitt Peak            | Spacewatch                  |
| 198273 -      | 2004 TW266             | 9 d'octubre de 2004    | Kitt Peak            | Spacewatch                  |
| 198274 -      | 2004 TM270             | 9 d'octubre de 2004    | Kitt Peak            | Spacewatch                  |
| 198275 -      | 2004 TE274             | 9 d'octubre de 2004    | Kitt Peak            | Spacewatch                  |
| 198276 -      | 2004 TC276             | 9 d'octubre de 2004    | Kitt Peak            | Spacewatch                  |
| 198277 -      | 2004 TD276             | 9 d'octubre de 2004    | Kitt Peak            | Spacewatch                  |
| 198278 -      | 2004 TR282             | 7 d'octubre de 2004    | Socorro              | LINEAR                      |
| 198279 -      | 2004 TB290             | 10 d'octubre de 2004   | Kitt Peak            | Spacewatch                  |
| 198280 -      | 2004 TU293             | 10 d'octubre de 2004   | Kitt Peak            | Spacewatch                  |
| 198281 -      | 2004 TW293             | 10 d'octubre de 2004   | Kitt Peak            | Spacewatch                  |
| 198282 -      | 2004 TR295             | 10 d'octubre de 2004   | Kitt Peak            | Spacewatch                  |
| 198283 -      | 2004 TM296             | 10 d'octubre de 2004   | Kitt Peak            | Spacewatch                  |
| 198284 -      | 2004 TM297             | 11 d'octubre de 2004   | Kitt Peak            | Spacewatch                  |
| 198285 -      | 2004 TT297             | 12 d'octubre de 2004   | Anderson Mesa        | LONEOS                      |
| 198286 -      | 2004 TF298             | 12 d'octubre de 2004   | Anderson Mesa        | LONEOS                      |
| 198287 -      | 2004 TK298             | 13 d'octubre de 2004   | Kitt Peak            | Spacewatch                  |
| 198288 -      | 2004 TF299             | 8 d'octubre de 2004    | Socorro              | LINEAR                      |
| 198289 -      | 2004 TT300             | 8 d'octubre de 2004    | Socorro              | LINEAR                      |
| 198290 -      | 2004 TW301             | 8 d'octubre de 2004    | Socorro              | LINEAR                      |
| 198291 -      | 2004 TO302             | 9 d'octubre de 2004    | Socorro              | LINEAR                      |
| 198292 -      | 2004 TF307             | 10 d'octubre de 2004   | Socorro              | LINEAR                      |
| 198293 -      | 2004 TW307             | 10 d'octubre de 2004   | Socorro              | LINEAR                      |
| 198294 -      | 2004 TB308             | 10 d'octubre de 2004   | Socorro              | LINEAR                      |
| 198295 -      | 2004 TY308             | 10 d'octubre de 2004   | Socorro              | LINEAR                      |
| 198296 -      | 2004 TK309             | 10 d'octubre de 2004   | Socorro              | LINEAR                      |
| 198297 -      | 2004 TR314             | 11 d'octubre de 2004   | Kitt Peak            | Spacewatch                  |
| 198298 -      | 2004 TH318             | 11 d'octubre de 2004   | Kitt Peak            | Spacewatch                  |
| 198299 -      | 2004 TE320             | 11 d'octubre de 2004   | Kitt Peak            | Spacewatch                  |
| 198300 -      | 2004 TQ323             | 11 d'octubre de 2004   | Kitt Peak            | Spacewatch                  |
| 198301-198400 |                        |                        |                      |                             |
| 198301 -      | 2004 TR323             | 11 d'octubre de 2004   | Kitt Peak            | Spacewatch                  |
| 198302 -      | 2004 TW324             | 12 d'octubre de 2004   | Kitt Peak            | Spacewatch                  |
| 198303 -      | 2004 TX324             | 12 d'octubre de 2004   | Kitt Peak            | Spacewatch                  |
| 198304 -      | 2004 TC325             | 12 d'octubre de 2004   | Kitt Peak            | Spacewatch                  |
| 198305 -      | 2004 TK328             | 4 d'octubre de 2004    | Palomar              | NEAT                        |
| 198306 -      | 2004 TX328             | 4 d'octubre de 2004    | Palomar              | NEAT                        |
| 198307 -      | 2004 TT330             | 9 d'octubre de 2004    | Socorro              | LINEAR                      |
| 198308 -      | 2004 TQ332             | 9 d'octubre de 2004    | Kitt Peak            | Spacewatch                  |
| 198309 -      | 2004 TW333             | 9 d'octubre de 2004    | Kitt Peak            | Spacewatch                  |
| 198310 -      | 2004 TX333             | 9 d'octubre de 2004    | Kitt Peak            | Spacewatch                  |
| 198311 -      | 2004 TS335             | 10 d'octubre de 2004   | Kitt Peak            | Spacewatch                  |
| 198312 -      | 2004 TZ335             | 10 d'octubre de 2004   | Kitt Peak            | Spacewatch                  |
| 198313 -      | 2004 TE336             | 10 d'octubre de 2004   | Kitt Peak            | Spacewatch                  |
| 198314 -      | 2004 TN336             | 10 d'octubre de 2004   | Kitt Peak            | Spacewatch                  |
| 198315 -      | 2004 TC339             | 12 d'octubre de 2004   | Anderson Mesa        | LONEOS                      |
| 198316 -      | 2004 TU339             | 13 d'octubre de 2004   | Kitt Peak            | Spacewatch                  |
| 198317 -      | 2004 TX339             | 13 d'octubre de 2004   | Kitt Peak            | Spacewatch                  |
| 198318 -      | 2004 TJ342             | 13 d'octubre de 2004   | Kitt Peak            | Spacewatch                  |
| 198319 -      | 2004 TW342             | 13 d'octubre de 2004   | Kitt Peak            | Spacewatch                  |
| 198320 -      | 2004 TY346             | 15 d'octubre de 2004   | Anderson Mesa        | LONEOS                      |
| 198321 -      | 2004 TO348             | 7 d'octubre de 2004    | Kitt Peak            | Spacewatch                  |
| 198322 -      | 2004 TT349             | 9 d'octubre de 2004    | Socorro              | LINEAR                      |
| 198323 -      | 2004 TE355             | 7 d'octubre de 2004    | Socorro              | LINEAR                      |
| 198324 -      | 2004 TG355             | 7 d'octubre de 2004    | Socorro              | LINEAR                      |
| 198325 -      | 2004 TM356             | 14 d'octubre de 2004   | Anderson Mesa        | LONEOS                      |
| 198326 -      | 2004 TX358             | 6 d'octubre de 2004    | Kitt Peak            | Spacewatch                  |
| 198327 -      | 2004 TR359             | 9 d'octubre de 2004    | Socorro              | LINEAR                      |
| 198328 -      | 2004 TC361             | 12 d'octubre de 2004   | Kitt Peak            | Spacewatch                  |
| 198329 -      | 2004 TJ361             | 13 d'octubre de 2004   | Socorro              | LINEAR                      |
| 198330 -      | 2004 TJ366             | 9 d'octubre de 2004    | Kitt Peak            | Spacewatch                  |
| 198331 -      | 2004 TS366             | 9 d'octubre de 2004    | Kitt Peak            | Spacewatch                  |
| 198332 -      | 2004 TZ367             | 6 d'octubre de 2004    | Kitt Peak            | Spacewatch                  |
| 198333 -      | 2004 UA                | 16 d'octubre de 2004   | Pla D'Arguines       | R. Ferrando                 |
| 198334 -      | 2004 UQ1               | 23 d'octubre de 2004   | Socorro              | LINEAR                      |
| 198335 -      | 2004 UP2               | 18 d'octubre de 2004   | Socorro              | LINEAR                      |
| 198336 -      | 2004 UR3               | 19 d'octubre de 2004   | Socorro              | LINEAR                      |
| 198337 -      | 2004 UE4               | 16 d'octubre de 2004   | Socorro              | LINEAR                      |
| 198338 -      | 2004 UB5               | 18 d'octubre de 2004   | Socorro              | LINEAR                      |
| 198339 -      | 2004 UW5               | 20 d'octubre de 2004   | Socorro              | LINEAR                      |
| 198340 -      | 2004 UO6               | 20 d'octubre de 2004   | Socorro              | LINEAR                      |
| 198341 -      | 2004 UR8               | 21 d'octubre de 2004   | Socorro              | LINEAR                      |
| 198342 -      | 2004 UC9               | 23 d'octubre de 2004   | Socorro              | LINEAR                      |
| 198343 -      | 2004 VG                | 2 de novembre de 2004  | Palomar              | NEAT                        |
| 198344 -      | 2004 VU                | 2 de novembre de 2004  | Anderson Mesa        | LONEOS                      |
| 198345 -      | 2004 VM2               | 3 de novembre de 2004  | Palomar              | NEAT                        |
| 198346 -      | 2004 VL3               | 3 de novembre de 2004  | Kitt Peak            | Spacewatch                  |
| 198347 -      | 2004 VZ4               | 3 de novembre de 2004  | Anderson Mesa        | LONEOS                      |
| 198348 -      | 2004 VA5               | 3 de novembre de 2004  | Anderson Mesa        | LONEOS                      |
| 198349 -      | 2004 VD5               | 3 de novembre de 2004  | Anderson Mesa        | LONEOS                      |
| 198350 -      | 2004 VA6               | 3 de novembre de 2004  | Palomar              | NEAT                        |
| 198351 -      | 2004 VD6               | 3 de novembre de 2004  | Kitt Peak            | Spacewatch                  |
| 198352 -      | 2004 VZ6               | 3 de novembre de 2004  | Kitt Peak            | Spacewatch                  |
| 198353 -      | 2004 VL8               | 3 de novembre de 2004  | Anderson Mesa        | LONEOS                      |
| 198354 -      | 2004 VM8               | 3 de novembre de 2004  | Anderson Mesa        | LONEOS                      |
| 198355 -      | 2004 VZ9               | 3 de novembre de 2004  | Anderson Mesa        | LONEOS                      |
| 198356 -      | 2004 VC10              | 3 de novembre de 2004  | Anderson Mesa        | LONEOS                      |
| 198357 -      | 2004 VG10              | 3 de novembre de 2004  | Palomar              | NEAT                        |
| 198358 -      | 2004 VR10              | 3 de novembre de 2004  | Catalina             | CSS                         |
| 198359 -      | 2004 VS12              | 3 de novembre de 2004  | Catalina             | CSS                         |
| 198360 -      | 2004 VX12              | 3 de novembre de 2004  | Palomar              | NEAT                        |
| 198361 -      | 2004 VF13              | 3 de novembre de 2004  | Palomar              | NEAT                        |
| 198362 -      | 2004 VW13              | 3 de novembre de 2004  | Palomar              | NEAT                        |
| 198363 -      | 2004 VF14              | 4 de novembre de 2004  | Anderson Mesa        | LONEOS                      |
| 198364 -      | 2004 VM14              | 4 de novembre de 2004  | Kitt Peak            | Spacewatch                  |
| 198365 -      | 2004 VJ15              | 5 de novembre de 2004  | Needville            | J. Dellinger, A. Lowe       |
| 198366 -      | 2004 VZ16              | 4 de novembre de 2004  | Catalina             | CSS                         |
| 198367 -      | 2004 VP18              | 4 de novembre de 2004  | Kitt Peak            | Spacewatch                  |
| 198368 -      | 2004 VV18              | 4 de novembre de 2004  | Kitt Peak            | Spacewatch                  |
| 198369 -      | 2004 VR19              | 4 de novembre de 2004  | Anderson Mesa        | LONEOS                      |
| 198370 -      | 2004 VS19              | 4 de novembre de 2004  | Anderson Mesa        | LONEOS                      |
| 198371 -      | 2004 VQ20              | 4 de novembre de 2004  | Catalina             | CSS                         |
| 198372 -      | 2004 VE21              | 4 de novembre de 2004  | Catalina             | CSS                         |
| 198373 -      | 2004 VZ21              | 4 de novembre de 2004  | Catalina             | CSS                         |
| 198374 -      | 2004 VA22              | 4 de novembre de 2004  | Catalina             | CSS                         |
| 198375 -      | 2004 VG23              | 5 de novembre de 2004  | Palomar              | NEAT                        |
| 198376 -      | 2004 VB24              | 5 de novembre de 2004  | Anderson Mesa        | LONEOS                      |
| 198377 -      | 2004 VQ25              | 4 de novembre de 2004  | Catalina             | CSS                         |
| 198378 -      | 2004 VP27              | 5 de novembre de 2004  | Palomar              | NEAT                        |
| 198379 -      | 2004 VJ28              | 7 de novembre de 2004  | Socorro              | LINEAR                      |
| 198380 -      | 2004 VT28              | 8 de novembre de 2004  | Antares              | R. Holmes                   |
| 198381 -      | 2004 VB29              | 3 de novembre de 2004  | Kitt Peak            | Spacewatch                  |
| 198382 -      | 2004 VM29              | 3 de novembre de 2004  | Kitt Peak            | Spacewatch                  |
| 198383 -      | 2004 VR29              | 3 de novembre de 2004  | Kitt Peak            | Spacewatch                  |
| 198384 -      | 2004 VD30              | 3 de novembre de 2004  | Kitt Peak            | Spacewatch                  |
| 198385 -      | 2004 VW32              | 3 de novembre de 2004  | Kitt Peak            | Spacewatch                  |
| 198386 -      | 2004 VB33              | 3 de novembre de 2004  | Kitt Peak            | Spacewatch                  |
| 198387 -      | 2004 VL33              | 3 de novembre de 2004  | Kitt Peak            | Spacewatch                  |
| 198388 -      | 2004 VQ33              | 3 de novembre de 2004  | Kitt Peak            | Spacewatch                  |
| 198389 -      | 2004 VH34              | 3 de novembre de 2004  | Kitt Peak            | Spacewatch                  |
| 198390 -      | 2004 VW38              | 4 de novembre de 2004  | Kitt Peak            | Spacewatch                  |
| 198391 -      | 2004 VQ40              | 4 de novembre de 2004  | Kitt Peak            | Spacewatch                  |
| 198392 -      | 2004 VE43              | 4 de novembre de 2004  | Kitt Peak            | Spacewatch                  |
| 198393 -      | 2004 VE44              | 4 de novembre de 2004  | Kitt Peak            | Spacewatch                  |
| 198394 -      | 2004 VF44              | 4 de novembre de 2004  | Kitt Peak            | Spacewatch                  |
| 198395 -      | 2004 VL47              | 4 de novembre de 2004  | Kitt Peak            | Spacewatch                  |
| 198396 -      | 2004 VV51              | 4 de novembre de 2004  | Kitt Peak            | Spacewatch                  |
| 198397 -      | 2004 VG52              | 4 de novembre de 2004  | Catalina             | CSS                         |
| 198398 -      | 2004 VR52              | 4 de novembre de 2004  | Catalina             | CSS                         |
| 198399 -      | 2004 VT52              | 4 de novembre de 2004  | Catalina             | CSS                         |
| 198400 -      | 2004 VA53              | 5 de novembre de 2004  | Campo Imperatore     | CINEOS                      |
| 198401-198500 |                        |                        |                      |                             |
| 198401 -      | 2004 VB53              | 5 de novembre de 2004  | Campo Imperatore     | CINEOS                      |
| 198402 -      | 2004 VL54              | 4 de novembre de 2004  | Socorro              | LINEAR                      |
| 198403 -      | 2004 VA55              | 9 de novembre de 2004  | Goodricke-Pigott     | R. A. Tucker                |
| 198404 -      | 2004 VW56              | 4 de novembre de 2004  | Catalina             | CSS                         |
| 198405 -      | 2004 VY56              | 4 de novembre de 2004  | Catalina             | CSS                         |
| 198406 -      | 2004 VZ56              | 4 de novembre de 2004  | Catalina             | CSS                         |
| 198407 -      | 2004 VG58              | 9 de novembre de 2004  | Catalina             | CSS                         |
| 198408 -      | 2004 VT59              | 9 de novembre de 2004  | Catalina             | CSS                         |
| 198409 -      | 2004 VF62              | 6 de novembre de 2004  | Socorro              | LINEAR                      |
| 198410 -      | 2004 VN62              | 6 de novembre de 2004  | Socorro              | LINEAR                      |
| 198411 -      | 2004 VB63              | 7 de novembre de 2004  | Socorro              | LINEAR                      |
| 198412 -      | 2004 VD63              | 7 de novembre de 2004  | Socorro              | LINEAR                      |
| 198413 -      | 2004 VP63              | 10 de novembre de 2004 | Kitt Peak            | Spacewatch                  |
| 198414 -      | 2004 VJ65              | 10 de novembre de 2004 | Cordell-Lorenz       | D. T. Durig, M. A. Mathison |
| 198415 -      | 2004 VE70              | 3 de novembre de 2004  | Catalina             | CSS                         |
| 198416 -      | 2004 VU70              | 7 de novembre de 2004  | Socorro              | LINEAR                      |
| 198417 -      | 2004 VF71              | 9 de novembre de 2004  | Goodricke-Pigott     | Goodricke-Pigott            |
| 198418 -      | 2004 VH72              | 4 de novembre de 2004  | Anderson Mesa        | LONEOS                      |
| 198419 -      | 2004 VA73              | 5 de novembre de 2004  | Anderson Mesa        | LONEOS                      |
| 198420 -      | 2004 VL73              | 5 de novembre de 2004  | Anderson Mesa        | LONEOS                      |
| 198421 -      | 2004 VM77              | 12 de novembre de 2004 | Catalina             | CSS                         |
| 198422 -      | 2004 VV77              | 12 de novembre de 2004 | Socorro              | LINEAR                      |
| 198423 -      | 2004 VK80              | 3 de novembre de 2004  | Anderson Mesa        | LONEOS                      |
| 198424 -      | 2004 VL80              | 3 de novembre de 2004  | Anderson Mesa        | LONEOS                      |
| 198425 -      | 2004 VT81              | 4 de novembre de 2004  | Kitt Peak            | Spacewatch                  |
| 198426 -      | 2004 VR82              | 9 de novembre de 2004  | Catalina             | CSS                         |
| 198427 -      | 2004 VW84              | 10 de novembre de 2004 | Kitt Peak            | Spacewatch                  |
| 198428 -      | 2004 VX89              | 11 de novembre de 2004 | Kitt Peak            | Spacewatch                  |
| 198429 -      | 2004 VC90              | 11 de novembre de 2004 | Kitt Peak            | Spacewatch                  |
| 198430 -      | 2004 VB93              | 9 de novembre de 2004  | Catalina             | CSS                         |
| 198431 -      | 2004 VG93              | 9 de novembre de 2004  | Catalina             | CSS                         |
| 198432 -      | 2004 VL95              | 10 de novembre de 2004 | Kitt Peak            | Spacewatch                  |
| 198433 -      | 2004 VZ110             | 9 de novembre de 2004  | Mauna Kea            | C. Veillet                  |
| 198434 -      | 2004 WX                | 17 de novembre de 2004 | Siding Spring        | SSS                         |
| 198435 -      | 2004 WN2               | 19 de novembre de 2004 | Socorro              | LINEAR                      |
| 198436 -      | 2004 WH3               | 17 de novembre de 2004 | Siding Spring        | SSS                         |
| 198437 -      | 2004 WV3               | 17 de novembre de 2004 | Campo Imperatore     | CINEOS                      |
| 198438 -      | 2004 WA6               | 19 de novembre de 2004 | Socorro              | LINEAR                      |
| 198439 -      | 2004 WT6               | 19 de novembre de 2004 | Socorro              | LINEAR                      |
| 198440 -      | 2004 WV6               | 19 de novembre de 2004 | Socorro              | LINEAR                      |
| 198441 -      | 2004 WK7               | 19 de novembre de 2004 | Socorro              | LINEAR                      |
| 198442 -      | 2004 WR7               | 19 de novembre de 2004 | Catalina             | CSS                         |
| 198443 -      | 2004 WC9               | 19 de novembre de 2004 | Socorro              | LINEAR                      |
| 198444 -      | 2004 WX10              | 20 de novembre de 2004 | Kitt Peak            | Spacewatch                  |
| 198445 -      | 2004 XD3               | 3 de desembre de 2004  | Cordell-Lorenz       | Cordell-Lorenz              |
| 198446 -      | 2004 XS3               | 4 de desembre de 2004  | Antares              | R. Holmes                   |
| 198447 -      | 2004 XB4               | 2 de desembre de 2004  | Catalina             | CSS                         |
| 198448 -      | 2004 XV4               | 2 de desembre de 2004  | Catalina             | CSS                         |
| 198449 -      | 2004 XM5               | 3 de desembre de 2004  | Palomar              | NEAT                        |
| 198450 -      | 2004 XG6               | 9 de desembre de 2004  | Jarnac               | Jarnac                      |
| 198451 -      | 2004 XX6               | 2 de desembre de 2004  | Socorro              | LINEAR                      |
| 198452 -      | 2004 XH8               | 2 de desembre de 2004  | Socorro              | LINEAR                      |
| 198453 -      | 2004 XL8               | 2 de desembre de 2004  | Palomar              | NEAT                        |
| 198454 -      | 2004 XP8               | 2 de desembre de 2004  | Socorro              | LINEAR                      |
| 198455 -      | 2004 XU9               | 2 de desembre de 2004  | Catalina             | CSS                         |
| 198456 -      | 2004 XJ10              | 2 de desembre de 2004  | Palomar              | NEAT                        |
| 198457 -      | 2004 XK12              | 8 de desembre de 2004  | Socorro              | LINEAR                      |
| 198458 -      | 2004 XN12              | 8 de desembre de 2004  | Socorro              | LINEAR                      |
| 198459 -      | 2004 XF13              | 8 de desembre de 2004  | Socorro              | LINEAR                      |
| 198460 -      | 2004 XA16              | 8 de desembre de 2004  | Socorro              | LINEAR                      |
| 198461 -      | 2004 XG16              | 9 de desembre de 2004  | Catalina             | CSS                         |
| 198462 -      | 2004 XU17              | 7 de desembre de 2004  | Socorro              | LINEAR                      |
| 198463 -      | 2004 XT19              | 8 de desembre de 2004  | Socorro              | LINEAR                      |
| 198464 -      | 2004 XP21              | 8 de desembre de 2004  | Socorro              | LINEAR                      |
| 198465 -      | 2004 XL22              | 8 de desembre de 2004  | Socorro              | LINEAR                      |
| 198466 -      | 2004 XR22              | 8 de desembre de 2004  | Socorro              | LINEAR                      |
| 198467 -      | 2004 XD24              | 9 de desembre de 2004  | Catalina             | CSS                         |
| 198468 -      | 2004 XE24              | 9 de desembre de 2004  | Catalina             | CSS                         |
| 198469 -      | 2004 XT24              | 9 de desembre de 2004  | Socorro              | LINEAR                      |
| 198470 -      | 2004 XW25              | 9 de desembre de 2004  | Catalina             | CSS                         |
| 198471 -      | 2004 XD27              | 10 de desembre de 2004 | Kitt Peak            | Spacewatch                  |
| 198472 -      | 2004 XG32              | 10 de desembre de 2004 | Socorro              | LINEAR                      |
| 198473 -      | 2004 XK33              | 10 de desembre de 2004 | Socorro              | LINEAR                      |
| 198474 -      | 2004 XO36              | 10 de desembre de 2004 | Socorro              | LINEAR                      |
| 198475 -      | 2004 XK37              | 11 de desembre de 2004 | Campo Imperatore     | CINEOS                      |
| 198476 -      | 2004 XE38              | 7 de desembre de 2004  | Socorro              | LINEAR                      |
| 198477 -      | 2004 XH38              | 7 de desembre de 2004  | Socorro              | LINEAR                      |
| 198478 -      | 2004 XP38              | 7 de desembre de 2004  | Socorro              | LINEAR                      |
| 198479 -      | 2004 XD39              | 7 de desembre de 2004  | Socorro              | LINEAR                      |
| 198480 -      | 2004 XW40              | 11 de desembre de 2004 | Socorro              | LINEAR                      |
| 198481 -      | 2004 XV41              | 9 de desembre de 2004  | Bergisch Gladbach    | W. Bickel                   |
| 198482 -      | 2004 XK42              | 2 de desembre de 2004  | Catalina             | CSS                         |
| 198483 -      | 2004 XU47              | 9 de desembre de 2004  | Kitt Peak            | Spacewatch                  |
| 198484 -      | 2004 XS48              | 10 de desembre de 2004 | Kitt Peak            | Spacewatch                  |
| 198485 -      | 2004 XD49              | 11 de desembre de 2004 | Socorro              | LINEAR                      |
| 198486 -      | 2004 XV51              | 11 de desembre de 2004 | Anderson Mesa        | LONEOS                      |
| 198487 -      | 2004 XP57              | 10 de desembre de 2004 | Kitt Peak            | Spacewatch                  |
| 198488 -      | 2004 XT57              | 10 de desembre de 2004 | Kitt Peak            | Spacewatch                  |
| 198489 -      | 2004 XD59              | 10 de desembre de 2004 | Kitt Peak            | Spacewatch                  |
| 198490 -      | 2004 XS59              | 11 de desembre de 2004 | Socorro              | LINEAR                      |
| 198491 -      | 2004 XD62              | 13 de desembre de 2004 | Socorro              | LINEAR                      |
| 198492 -      | 2004 XU62              | 10 de desembre de 2004 | Junk Bond            | Junk Bond                   |
| 198493 -      | 2004 XD65              | 2 de desembre de 2004  | Catalina             | CSS                         |
| 198494 -      | 2004 XR66              | 3 de desembre de 2004  | Kitt Peak            | Spacewatch                  |
| 198495 -      | 2004 XP69              | 10 de desembre de 2004 | Socorro              | LINEAR                      |
| 198496 -      | 2004 XV72              | 9 de desembre de 2004  | Catalina             | CSS                         |
| 198497 -      | 2004 XA73              | 9 de desembre de 2004  | Catalina             | CSS                         |
| 198498 -      | 2004 XD73              | 10 de desembre de 2004 | Socorro              | LINEAR                      |
| 198499 -      | 2004 XJ73              | 10 de desembre de 2004 | Socorro              | LINEAR                      |
| 198500 -      | 2004 XN73              | 10 de desembre de 2004 | Catalina             | CSS                         |
| 198501-198600 |                        |                        |                      |                             |
| 198501 -      | 2004 XN74              | 8 de desembre de 2004  | Socorro              | LINEAR                      |
| 198502 -      | 2004 XP76              | 10 de desembre de 2004 | Kitt Peak            | Spacewatch                  |
| 198503 -      | 2004 XC77              | 10 de desembre de 2004 | Socorro              | LINEAR                      |
| 198504 -      | 2004 XG77              | 10 de desembre de 2004 | Socorro              | LINEAR                      |
| 198505 -      | 2004 XP77              | 10 de desembre de 2004 | Socorro              | LINEAR                      |
| 198506 -      | 2004 XG78              | 10 de desembre de 2004 | Socorro              | LINEAR                      |
| 198507 -      | 2004 XK81              | 10 de desembre de 2004 | Socorro              | LINEAR                      |
| 198508 -      | 2004 XY81              | 10 de desembre de 2004 | Kitt Peak            | Spacewatch                  |
| 198509 -      | 2004 XL82              | 11 de desembre de 2004 | Socorro              | LINEAR                      |
| 198510 -      | 2004 XZ82              | 11 de desembre de 2004 | Kitt Peak            | Spacewatch                  |
| 198511 -      | 2004 XK84              | 12 de desembre de 2004 | Kitt Peak            | Spacewatch                  |
| 198512 -      | 2004 XF85              | 12 de desembre de 2004 | Kitt Peak            | Spacewatch                  |
| 198513 -      | 2004 XK87              | 9 de desembre de 2004  | Catalina             | CSS                         |
| 198514 -      | 2004 XW87              | 9 de desembre de 2004  | Catalina             | CSS                         |
| 198515 -      | 2004 XY88              | 10 de desembre de 2004 | Kitt Peak            | Spacewatch                  |
| 198516 -      | 2004 XC89              | 10 de desembre de 2004 | Campo Imperatore     | CINEOS                      |
| 198517 -      | 2004 XG92              | 11 de desembre de 2004 | Socorro              | LINEAR                      |
| 198518 -      | 2004 XG96              | 11 de desembre de 2004 | Kitt Peak            | Spacewatch                  |
| 198519 -      | 2004 XY96              | 11 de desembre de 2004 | Kitt Peak            | Spacewatch                  |
| 198520 -      | 2004 XZ96              | 11 de desembre de 2004 | Kitt Peak            | Spacewatch                  |
| 198521 -      | 2004 XX97              | 11 de desembre de 2004 | Kitt Peak            | Spacewatch                  |
| 198522 -      | 2004 XF98              | 11 de desembre de 2004 | Kitt Peak            | Spacewatch                  |
| 198523 -      | 2004 XX100             | 14 de desembre de 2004 | Socorro              | LINEAR                      |
| 198524 -      | 2004 XN101             | 14 de desembre de 2004 | Catalina             | CSS                         |
| 198525 -      | 2004 XJ103             | 14 de desembre de 2004 | Catalina             | CSS                         |
| 198526 -      | 2004 XO103             | 9 de desembre de 2004  | Catalina             | CSS                         |
| 198527 -      | 2004 XA104             | 9 de desembre de 2004  | Kitt Peak            | Spacewatch                  |
| 198528 -      | 2004 XJ105             | 11 de desembre de 2004 | Socorro              | LINEAR                      |
| 198529 -      | 2004 XY105             | 11 de desembre de 2004 | Socorro              | LINEAR                      |
| 198530 -      | 2004 XJ106             | 11 de desembre de 2004 | Socorro              | LINEAR                      |
| 198531 -      | 2004 XM106             | 11 de desembre de 2004 | Socorro              | LINEAR                      |
| 198532 -      | 2004 XS106             | 11 de desembre de 2004 | Socorro              | LINEAR                      |
| 198533 -      | 2004 XU106             | 11 de desembre de 2004 | Socorro              | LINEAR                      |
| 198534 -      | 2004 XV107             | 11 de desembre de 2004 | Socorro              | LINEAR                      |
| 198535 -      | 2004 XB109             | 12 de desembre de 2004 | Socorro              | LINEAR                      |
| 198536 -      | 2004 XW110             | 14 de desembre de 2004 | Catalina             | CSS                         |
| 198537 -      | 2004 XR111             | 14 de desembre de 2004 | Kitt Peak            | Spacewatch                  |
| 198538 -      | 2004 XT119             | 12 de desembre de 2004 | Kitt Peak            | Spacewatch                  |
| 198539 -      | 2004 XJ121             | 14 de desembre de 2004 | Socorro              | LINEAR                      |
| 198540 -      | 2004 XK122             | 9 de desembre de 2004  | Catalina             | CSS                         |
| 198541 -      | 2004 XD123             | 10 de desembre de 2004 | Socorro              | LINEAR                      |
| 198542 -      | 2004 XB124             | 10 de desembre de 2004 | Socorro              | LINEAR                      |
| 198543 -      | 2004 XG126             | 12 de desembre de 2004 | Anderson Mesa        | LONEOS                      |
| 198544 -      | 2004 XO126             | 13 de desembre de 2004 | Kitt Peak            | Spacewatch                  |
| 198545 -      | 2004 XR131             | 11 de desembre de 2004 | Socorro              | LINEAR                      |
| 198546 -      | 2004 XS131             | 11 de desembre de 2004 | Socorro              | LINEAR                      |
| 198547 -      | 2004 XZ131             | 11 de desembre de 2004 | Socorro              | LINEAR                      |
| 198548 -      | 2004 XB132             | 11 de desembre de 2004 | Socorro              | LINEAR                      |
| 198549 -      | 2004 XB133             | 14 de desembre de 2004 | Socorro              | LINEAR                      |
| 198550 -      | 2004 XL133             | 15 de desembre de 2004 | Socorro              | LINEAR                      |
| 198551 -      | 2004 XN133             | 15 de desembre de 2004 | Socorro              | LINEAR                      |
| 198552 -      | 2004 XP134             | 15 de desembre de 2004 | Socorro              | LINEAR                      |
| 198553 -      | 2004 XP136             | 15 de desembre de 2004 | Socorro              | LINEAR                      |
| 198554 -      | 2004 XV136             | 15 de desembre de 2004 | Socorro              | LINEAR                      |
| 198555 -      | 2004 XU144             | 13 de desembre de 2004 | Campo Imperatore     | CINEOS                      |
| 198556 -      | 2004 XE145             | 13 de desembre de 2004 | Socorro              | LINEAR                      |
| 198557 -      | 2004 XB146             | 14 de desembre de 2004 | Socorro              | LINEAR                      |
| 198558 -      | 2004 XE148             | 14 de desembre de 2004 | Socorro              | LINEAR                      |
| 198559 -      | 2004 XF148             | 14 de desembre de 2004 | Socorro              | LINEAR                      |
| 198560 -      | 2004 XA149             | 14 de desembre de 2004 | Campo Imperatore     | CINEOS                      |
| 198561 -      | 2004 XX151             | 15 de desembre de 2004 | Kitt Peak            | Spacewatch                  |
| 198562 -      | 2004 XQ153             | 15 de desembre de 2004 | Kitt Peak            | Spacewatch                  |
| 198563 -      | 2004 XY155             | 14 de desembre de 2004 | Socorro              | LINEAR                      |
| 198564 -      | 2004 XB158             | 14 de desembre de 2004 | Kitt Peak            | Spacewatch                  |
| 198565 -      | 2004 XU161             | 15 de desembre de 2004 | Socorro              | LINEAR                      |
| 198566 -      | 2004 XB162             | 15 de desembre de 2004 | Catalina             | CSS                         |
| 198567 -      | 2004 XK162             | 15 de desembre de 2004 | Socorro              | LINEAR                      |
| 198568 -      | 2004 XF164             | 3 de desembre de 2004  | Anderson Mesa        | LONEOS                      |
| 198569 -      | 2004 XE168             | 3 de desembre de 2004  | Kitt Peak            | Spacewatch                  |
| 198570 -      | 2004 XW171             | 10 de desembre de 2004 | Kitt Peak            | Spacewatch                  |
| 198571 -      | 2004 XP172             | 10 de desembre de 2004 | Socorro              | LINEAR                      |
| 198572 -      | 2004 XA177             | 11 de desembre de 2004 | Kitt Peak            | Spacewatch                  |
| 198573 -      | 2004 XX177             | 12 de desembre de 2004 | Kitt Peak            | Spacewatch                  |
| 198574 -      | 2004 XK182             | 1 de desembre de 2004  | Catalina             | CSS                         |
| 198575 -      | 2004 YM                | 17 de desembre de 2004 | Socorro              | LINEAR                      |
| 198576 -      | 2004 YU3               | 16 de desembre de 2004 | Jarnac               | Jarnac                      |
| 198577 -      | 2004 YG4               | 16 de desembre de 2004 | Kitt Peak            | Spacewatch                  |
| 198578 -      | 2004 YX7               | 18 de desembre de 2004 | Mount Lemmon         | Mount Lemmon Survey         |
| 198579 -      | 2004 YR11              | 18 de desembre de 2004 | Mount Lemmon         | Mount Lemmon Survey         |
| 198580 -      | 2004 YV11              | 18 de desembre de 2004 | Mount Lemmon         | Mount Lemmon Survey         |
| 198581 -      | 2004 YR12              | 18 de desembre de 2004 | Mount Lemmon         | Mount Lemmon Survey         |
| 198582 -      | 2004 YT13              | 18 de desembre de 2004 | Mount Lemmon         | Mount Lemmon Survey         |
| 198583 -      | 2004 YQ20              | 18 de desembre de 2004 | Mount Lemmon         | Mount Lemmon Survey         |
| 198584 -      | 2004 YQ21              | 18 de desembre de 2004 | Mount Lemmon         | Mount Lemmon Survey         |
| 198585 -      | 2004 YR29              | 16 de desembre de 2004 | Anderson Mesa        | LONEOS                      |
| 198586 -      | 2004 YQ31              | 19 de desembre de 2004 | Catalina             | CSS                         |
| 198587 -      | 2004 YD32              | 17 de desembre de 2004 | Anderson Mesa        | LONEOS                      |
| 198588 -      | 2004 YP32              | 21 de desembre de 2004 | Catalina             | CSS                         |
| 198589 -      | 2004 YQ33              | 16 de desembre de 2004 | Anderson Mesa        | LONEOS                      |
| 198590 -      | 2004 YV34              | 18 de desembre de 2004 | Mount Lemmon         | Mount Lemmon Survey         |
| 198591 -      | 2004 YB35              | 19 de desembre de 2004 | Anderson Mesa        | LONEOS                      |
| 198592 -      | 2005 AK                | 3 de gener de 2005     | Begues               | Begues                      |
| 198593 -      | 2005 AK1               | 1 de gener de 2005     | Catalina             | CSS                         |
| 198594 -      | 2005 AR1               | 1 de gener de 2005     | Catalina             | CSS                         |
| 198595 -      | 2005 AD5               | 6 de gener de 2005     | Catalina             | CSS                         |
| 198596 -      | 2005 AR5               | 6 de gener de 2005     | Catalina             | CSS                         |
| 198597 -      | 2005 AU5               | 6 de gener de 2005     | Catalina             | CSS                         |
| 198598 -      | 2005 AD6               | 6 de gener de 2005     | Catalina             | CSS                         |
| 198599 -      | 2005 AE7               | 6 de gener de 2005     | Catalina             | CSS                         |
| 198600 -      | 2005 AJ7               | 6 de gener de 2005     | Catalina             | CSS                         |
| 198601-198700 |                        |                        |                      |                             |
| 198601 -      | 2005 AE11              | 1 de gener de 2005     | Catalina             | CSS                         |
| 198602 -      | 2005 AG11              | 1 de gener de 2005     | Catalina             | CSS                         |
| 198603 -      | 2005 AY15              | 6 de gener de 2005     | Socorro              | LINEAR                      |
| 198604 -      | 2005 AT18              | 8 de gener de 2005     | Socorro              | LINEAR                      |
| 198605 -      | 2005 AM19              | 11 de gener de 2005    | Socorro              | LINEAR                      |
| 198606 -      | 2005 AF22              | 7 de gener de 2005     | Socorro              | LINEAR                      |
| 198607 -      | 2005 AL22              | 7 de gener de 2005     | Socorro              | LINEAR                      |
| 198608 -      | 2005 AH23              | 7 de gener de 2005     | Socorro              | LINEAR                      |
| 198609 -      | 2005 AJ23              | 7 de gener de 2005     | Socorro              | LINEAR                      |
| 198610 -      | 2005 AN23              | 7 de gener de 2005     | Socorro              | LINEAR                      |
| 198611 -      | 2005 AJ24              | 7 de gener de 2005     | Catalina             | CSS                         |
| 198612 -      | 2005 AK24              | 7 de gener de 2005     | Catalina             | CSS                         |
| 198613 -      | 2005 AU24              | 7 de gener de 2005     | Catalina             | CSS                         |
| 198614 -      | 2005 AO26              | 13 de gener de 2005    | Uccle                | T. Pauwels                  |
| 198615 -      | 2005 AY26              | 13 de gener de 2005    | Kitt Peak            | Spacewatch                  |
| 198616 -      | 2005 AF29              | 14 de gener de 2005    | San Marcello         | San Marcello                |
| 198617 -      | 2005 AU31              | 11 de gener de 2005    | Socorro              | LINEAR                      |
| 198618 -      | 2005 AA33              | 12 de gener de 2005    | Socorro              | LINEAR                      |
| 198619 -      | 2005 AD33              | 12 de gener de 2005    | Socorro              | LINEAR                      |
| 198620 -      | 2005 AJ36              | 13 de gener de 2005    | Socorro              | LINEAR                      |
| 198621 -      | 2005 AJ41              | 15 de gener de 2005    | Socorro              | LINEAR                      |
| 198622 -      | 2005 AU41              | 15 de gener de 2005    | Socorro              | LINEAR                      |
| 198623 -      | 2005 AB42              | 15 de gener de 2005    | Catalina             | CSS                         |
| 198624 -      | 2005 AE42              | 15 de gener de 2005    | Catalina             | CSS                         |
| 198625 -      | 2005 AA46              | 15 de gener de 2005    | Catalina             | CSS                         |
| 198626 -      | 2005 AQ46              | 11 de gener de 2005    | Socorro              | LINEAR                      |
| 198627 -      | 2005 AE47              | 12 de gener de 2005    | Socorro              | LINEAR                      |
| 198628 -      | 2005 AH47              | 13 de gener de 2005    | Kitt Peak            | Spacewatch                  |
| 198629 -      | 2005 AM50              | 13 de gener de 2005    | Socorro              | LINEAR                      |
| 198630 -      | 2005 AR51              | 13 de gener de 2005    | Kitt Peak            | Spacewatch                  |
| 198631 -      | 2005 AW51              | 13 de gener de 2005    | Kitt Peak            | Spacewatch                  |
| 198632 -      | 2005 AQ52              | 13 de gener de 2005    | Kitt Peak            | Spacewatch                  |
| 198633 -      | 2005 AG54              | 13 de gener de 2005    | Kitt Peak            | Spacewatch                  |
| 198634 -      | 2005 AN54              | 15 de gener de 2005    | Vallemare di Borbona | Vallemare di Borbona        |
| 198635 -      | 2005 AT54              | 15 de gener de 2005    | Catalina             | CSS                         |
| 198636 -      | 2005 AM57              | 15 de gener de 2005    | Anderson Mesa        | LONEOS                      |
| 198637 -      | 2005 AN57              | 15 de gener de 2005    | Catalina             | CSS                         |
| 198638 -      | 2005 AL60              | 15 de gener de 2005    | Kitt Peak            | Spacewatch                  |
| 198639 -      | 2005 AU60              | 15 de gener de 2005    | Kitt Peak            | Spacewatch                  |
| 198640 -      | 2005 AC62              | 15 de gener de 2005    | Kitt Peak            | Spacewatch                  |
| 198641 -      | 2005 AD65              | 13 de gener de 2005    | Kitt Peak            | Spacewatch                  |
| 198642 -      | 2005 AY65              | 13 de gener de 2005    | Kitt Peak            | Spacewatch                  |
| 198643 -      | 2005 AO71              | 15 de gener de 2005    | Socorro              | LINEAR                      |
| 198644 -      | 2005 AA76              | 15 de gener de 2005    | Anderson Mesa        | LONEOS                      |
| 198645 -      | 2005 AJ76              | 15 de gener de 2005    | Kitt Peak            | Spacewatch                  |
| 198646 -      | 2005 AV78              | 15 de gener de 2005    | Kitt Peak            | Spacewatch                  |
| 198647 -      | 2005 AS79              | 15 de gener de 2005    | Kitt Peak            | Spacewatch                  |
| 198648 -      | 2005 AK80              | 15 de gener de 2005    | Kitt Peak            | Spacewatch                  |
| 198649 -      | 2005 BY3               | 16 de gener de 2005    | Kitt Peak            | Spacewatch                  |
| 198650 -      | 2005 BR4               | 16 de gener de 2005    | Socorro              | LINEAR                      |
| 198651 -      | 2005 BR8               | 16 de gener de 2005    | Socorro              | LINEAR                      |
| 198652 -      | 2005 BS9               | 16 de gener de 2005    | Socorro              | LINEAR                      |
| 198653 -      | 2005 BY9               | 16 de gener de 2005    | Socorro              | LINEAR                      |
| 198654 -      | 2005 BL10              | 16 de gener de 2005    | Socorro              | LINEAR                      |
| 198655 -      | 2005 BV10              | 16 de gener de 2005    | Socorro              | LINEAR                      |
| 198656 -      | 2005 BH13              | 17 de gener de 2005    | Socorro              | LINEAR                      |
| 198657 -      | 2005 BF16              | 16 de gener de 2005    | Socorro              | LINEAR                      |
| 198658 -      | 2005 BT16              | 16 de gener de 2005    | Socorro              | LINEAR                      |
| 198659 -      | 2005 BH18              | 16 de gener de 2005    | Socorro              | LINEAR                      |
| 198660 -      | 2005 BW18              | 16 de gener de 2005    | Kitt Peak            | Spacewatch                  |
| 198661 -      | 2005 BZ18              | 16 de gener de 2005    | Socorro              | LINEAR                      |
| 198662 -      | 2005 BB20              | 16 de gener de 2005    | Socorro              | LINEAR                      |
| 198663 -      | 2005 BA22              | 16 de gener de 2005    | Kitt Peak            | Spacewatch                  |
| 198664 -      | 2005 BE23              | 16 de gener de 2005    | Kitt Peak            | Spacewatch                  |
| 198665 -      | 2005 BK23              | 16 de gener de 2005    | Kitt Peak            | Spacewatch                  |
| 198666 -      | 2005 BN23              | 16 de gener de 2005    | Kitt Peak            | Spacewatch                  |
| 198667 -      | 2005 BQ24              | 17 de gener de 2005    | Catalina             | CSS                         |
| 198668 -      | 2005 BV25              | 18 de gener de 2005    | Catalina             | CSS                         |
| 198669 -      | 2005 BA26              | 18 de gener de 2005    | Catalina             | CSS                         |
| 198670 -      | 2005 BJ28              | 31 de gener de 2005    | RAS                  | A. Lowe                     |
| 198671 -      | 2005 BK28              | 31 de gener de 2005    | RAS                  | A. Lowe                     |
| 198672 -      | 2005 BJ42              | 16 de gener de 2005    | Mauna Kea            | C. Veillet                  |
| 198673 -      | 2005 BG44              | 19 de gener de 2005    | Catalina             | CSS                         |
| 198674 -      | 2005 CU1               | 1 de febrer de 2005    | Catalina             | CSS                         |
| 198675 -      | 2005 CY2               | 1 de febrer de 2005    | Catalina             | CSS                         |
| 198676 -      | 2005 CW4               | 1 de febrer de 2005    | Catalina             | CSS                         |
| 198677 -      | 2005 CE5               | 1 de febrer de 2005    | Kitt Peak            | Spacewatch                  |
| 198678 -      | 2005 CN5               | 1 de febrer de 2005    | Kitt Peak            | Spacewatch                  |
| 198679 -      | 2005 CM6               | 1 de febrer de 2005    | Kitt Peak            | Spacewatch                  |
| 198680 -      | 2005 CN6               | 1 de febrer de 2005    | Kitt Peak            | Spacewatch                  |
| 198681 -      | 2005 CC8               | 1 de febrer de 2005    | Catalina             | CSS                         |
| 198682 -      | 2005 CL8               | 1 de febrer de 2005    | Catalina             | CSS                         |
| 198683 -      | 2005 CC10              | 1 de febrer de 2005    | Kitt Peak            | Spacewatch                  |
| 198684 -      | 2005 CY11              | 1 de febrer de 2005    | Catalina             | CSS                         |
| 198685 -      | 2005 CH12              | 1 de febrer de 2005    | Palomar              | NEAT                        |
| 198686 -      | 2005 CY12              | 2 de febrer de 2005    | Kitt Peak            | Spacewatch                  |
| 198687 -      | 2005 CH15              | 2 de febrer de 2005    | Socorro              | LINEAR                      |
| 198688 -      | 2005 CJ18              | 2 de febrer de 2005    | Catalina             | CSS                         |
| 198689 -      | 2005 CO19              | 2 de febrer de 2005    | Catalina             | CSS                         |
| 198690 -      | 2005 CX19              | 2 de febrer de 2005    | Kitt Peak            | Spacewatch                  |
| 198691 -      | 2005 CH20              | 2 de febrer de 2005    | Catalina             | CSS                         |
| 198692 -      | 2005 CT20              | 2 de febrer de 2005    | Catalina             | CSS                         |
| 198693 -      | 2005 CA22              | 3 de febrer de 2005    | Socorro              | LINEAR                      |
| 198694 -      | 2005 CR22              | 1 de febrer de 2005    | Catalina             | CSS                         |
| 198695 -      | 2005 CX22              | 1 de febrer de 2005    | Catalina             | CSS                         |
| 198696 -      | 2005 CT23              | 2 de febrer de 2005    | Socorro              | LINEAR                      |
| 198697 -      | 2005 CT24              | 4 de febrer de 2005    | Catalina             | CSS                         |
| 198698 -      | 2005 CU24              | 4 de febrer de 2005    | Palomar              | NEAT                        |
| 198699 -      | 2005 CC25              | 4 de febrer de 2005    | Palomar              | NEAT                        |
| 198700 -      | 2005 CM25              | 5 de febrer de 2005    | Wildberg             | R. Apitzsch                 |
| 198701-198800 |                        |                        |                      |                             |
| 198701 -      | 2005 CC26              | 1 de febrer de 2005    | Catalina             | CSS                         |
| 198702 -      | 2005 CE26              | 1 de febrer de 2005    | Catalina             | CSS                         |
| 198703 -      | 2005 CF26              | 1 de febrer de 2005    | Catalina             | CSS                         |
| 198704 -      | 2005 CB38              | 3 de febrer de 2005    | Socorro              | LINEAR                      |
| 198705 -      | 2005 CK43              | 2 de febrer de 2005    | Catalina             | CSS                         |
| 198706 -      | 2005 CA47              | 2 de febrer de 2005    | Kitt Peak            | Spacewatch                  |
| 198707 -      | 2005 CF48              | 2 de febrer de 2005    | Socorro              | LINEAR                      |
| 198708 -      | 2005 CY48              | 2 de febrer de 2005    | Socorro              | LINEAR                      |
| 198709 -      | 2005 CC49              | 2 de febrer de 2005    | Socorro              | LINEAR                      |
| 198710 -      | 2005 CN49              | 2 de febrer de 2005    | Catalina             | CSS                         |
| 198711 -      | 2005 CM50              | 2 de febrer de 2005    | Socorro              | LINEAR                      |
| 198712 -      | 2005 CS51              | 2 de febrer de 2005    | Catalina             | CSS                         |
| 198713 -      | 2005 CA54              | 4 de febrer de 2005    | Kitt Peak            | Spacewatch                  |
| 198714 -      | 2005 CT56              | 2 de febrer de 2005    | Kitt Peak            | Spacewatch                  |
| 198715 -      | 2005 CD58              | 2 de febrer de 2005    | Catalina             | CSS                         |
| 198716 -      | 2005 CR58              | 2 de febrer de 2005    | Kitt Peak            | Spacewatch                  |
| 198717 -      | 2005 CM61              | 13 de febrer de 2005   | RAS                  | A. Lowe                     |
| 198718 -      | 2005 CC64              | 9 de febrer de 2005    | Anderson Mesa        | LONEOS                      |
| 198719 -      | 2005 CP64              | 9 de febrer de 2005    | Anderson Mesa        | LONEOS                      |
| 198720 -      | 2005 CN72              | 1 de febrer de 2005    | Kitt Peak            | Spacewatch                  |
| 198721 -      | 2005 CR74              | 2 de febrer de 2005    | Kitt Peak            | Spacewatch                  |
| 198722 -      | 2005 CU78              | 9 de febrer de 2005    | Mount Lemmon         | Mount Lemmon Survey         |
| 198723 -      | 2005 EV4               | 1 de març de 2005      | Kitt Peak            | Spacewatch                  |
| 198724 -      | 2005 EH5               | 1 de març de 2005      | Kitt Peak            | Spacewatch                  |
| 198725 -      | 2005 EY12              | 2 de març de 2005      | Catalina             | CSS                         |
| 198726 -      | 2005 EP18              | 3 de març de 2005      | Kitt Peak            | Spacewatch                  |
| 198727 -      | 2005 EF21              | 3 de març de 2005      | Catalina             | CSS                         |
| 198728 -      | 2005 EG21              | 3 de març de 2005      | Catalina             | CSS                         |
| 198729 -      | 2005 EE23              | 3 de març de 2005      | Catalina             | CSS                         |
| 198730 -      | 2005 EF23              | 3 de març de 2005      | Catalina             | CSS                         |
| 198731 -      | 2005 EM23              | 3 de març de 2005      | Catalina             | CSS                         |
| 198732 -      | 2005 EQ23              | 3 de març de 2005      | Catalina             | CSS                         |
| 198733 -      | 2005 EV23              | 3 de març de 2005      | Catalina             | CSS                         |
| 198734 -      | 2005 EM24              | 3 de març de 2005      | Catalina             | CSS                         |
| 198735 -      | 2005 EC25              | 3 de març de 2005      | Catalina             | CSS                         |
| 198736 -      | 2005 EB28              | 3 de març de 2005      | Socorro              | LINEAR                      |
| 198737 -      | 2005 EW28              | 3 de març de 2005      | Catalina             | CSS                         |
| 198738 -      | 2005 EO29              | 3 de març de 2005      | Catalina             | CSS                         |
| 198739 -      | 2005 EN32              | 3 de març de 2005      | Catalina             | CSS                         |
| 198740 -      | 2005 EK34              | 3 de març de 2005      | Catalina             | CSS                         |
| 198741 -      | 2005 EY34              | 3 de març de 2005      | Kitt Peak            | Spacewatch                  |
| 198742 -      | 2005 EN35              | 4 de març de 2005      | Catalina             | CSS                         |
| 198743 -      | 2005 EX36              | 4 de març de 2005      | Socorro              | LINEAR                      |
| 198744 -      | 2005 EM42              | 2 de març de 2005      | Kitt Peak            | Spacewatch                  |
| 198745 -      | 2005 EC48              | 3 de març de 2005      | Catalina             | CSS                         |
| 198746 -      | 2005 EC51              | 3 de març de 2005      | Catalina             | CSS                         |
| 198747 -      | 2005 EN51              | 3 de març de 2005      | Catalina             | CSS                         |
| 198748 -      | 2005 EV55              | 4 de març de 2005      | Kitt Peak            | Spacewatch                  |
| 198749 -      | 2005 EM58              | 4 de març de 2005      | Kitt Peak            | Spacewatch                  |
| 198750 -      | 2005 ER58              | 4 de març de 2005      | Kitt Peak            | Spacewatch                  |
| 198751 -      | 2005 EP59              | 4 de març de 2005      | Kitt Peak            | Spacewatch                  |
| 198752 -      | 2005 EA60              | 4 de març de 2005      | Mount Lemmon         | Mount Lemmon Survey         |
| 198753 -      | 2005 EL73              | 3 de març de 2005      | Kitt Peak            | Spacewatch                  |
| 198754 -      | 2005 EJ74              | 3 de març de 2005      | Catalina             | CSS                         |
| 198755 -      | 2005 EY76              | 3 de març de 2005      | Kitt Peak            | Spacewatch                  |
| 198756 -      | 2005 EJ82              | 4 de març de 2005      | Mount Lemmon         | Mount Lemmon Survey         |
| 198757 -      | 2005 EU85              | 4 de març de 2005      | Socorro              | LINEAR                      |
| 198758 -      | 2005 EG86              | 4 de març de 2005      | Socorro              | LINEAR                      |
| 198759 -      | 2005 EX86              | 4 de març de 2005      | Mount Lemmon         | Mount Lemmon Survey         |
| 198760 -      | 2005 EC90              | 8 de març de 2005      | Socorro              | LINEAR                      |
| 198761 -      | 2005 EU90              | 8 de març de 2005      | Socorro              | LINEAR                      |
| 198762 -      | 2005 EA91              | 8 de març de 2005      | Socorro              | LINEAR                      |
| 198763 -      | 2005 EG92              | 8 de març de 2005      | Anderson Mesa        | LONEOS                      |
| 198764 -      | 2005 EY92              | 8 de març de 2005      | Socorro              | LINEAR                      |
| 198765 -      | 2005 EX94              | 10 de març de 2005     | RAS                  | A. Lowe                     |
| 198766 -      | 2005 EC96              | 3 de març de 2005      | Catalina             | CSS                         |
| 198767 -      | 2005 EF96              | 3 de març de 2005      | Catalina             | CSS                         |
| 198768 -      | 2005 EO96              | 3 de març de 2005      | Catalina             | CSS                         |
| 198769 -      | 2005 EW96              | 3 de març de 2005      | Catalina             | CSS                         |
| 198770 -      | 2005 EG97              | 3 de març de 2005      | Catalina             | CSS                         |
| 198771 -      | 2005 EY97              | 3 de març de 2005      | Catalina             | CSS                         |
| 198772 -      | 2005 EG99              | 3 de març de 2005      | Catalina             | CSS                         |
| 198773 -      | 2005 EN99              | 3 de març de 2005      | Catalina             | CSS                         |
| 198774 -      | 2005 EC100             | 3 de març de 2005      | Catalina             | CSS                         |
| 198775 -      | 2005 ED100             | 3 de març de 2005      | Catalina             | CSS                         |
| 198776 -      | 2005 ET101             | 3 de març de 2005      | Kitt Peak            | Spacewatch                  |
| 198777 -      | 2005 EY101             | 3 de març de 2005      | Catalina             | CSS                         |
| 198778 -      | 2005 EG109             | 4 de març de 2005      | Catalina             | CSS                         |
| 198779 -      | 2005 EA111             | 4 de març de 2005      | Catalina             | CSS                         |
| 198780 -      | 2005 EP113             | 4 de març de 2005      | Socorro              | LINEAR                      |
| 198781 -      | 2005 EK114             | 4 de març de 2005      | Mount Lemmon         | Mount Lemmon Survey         |
| 198782 -      | 2005 EM115             | 4 de març de 2005      | Socorro              | LINEAR                      |
| 198783 -      | 2005 ES118             | 7 de març de 2005      | Socorro              | LINEAR                      |
| 198784 -      | 2005 EU121             | 8 de març de 2005      | Socorro              | LINEAR                      |
| 198785 -      | 2005 EH124             | 8 de març de 2005      | Anderson Mesa        | LONEOS                      |
| 198786 -      | 2005 EP129             | 9 de març de 2005      | Mount Lemmon         | Mount Lemmon Survey         |
| 198787 -      | 2005 EV129             | 9 de març de 2005      | Mount Lemmon         | Mount Lemmon Survey         |
| 198788 -      | 2005 EQ131             | 9 de març de 2005      | Mount Lemmon         | Mount Lemmon Survey         |
| 198789 -      | 2005 EV132             | 9 de març de 2005      | Kitt Peak            | Spacewatch                  |
| 198790 -      | 2005 EH133             | 9 de març de 2005      | Catalina             | CSS                         |
| 198791 -      | 2005 EC134             | 9 de març de 2005      | Kitt Peak            | Spacewatch                  |
| 198792 -      | 2005 EW136             | 9 de març de 2005      | Mount Lemmon         | Mount Lemmon Survey         |
| 198793 -      | 2005 EN137             | 9 de març de 2005      | Mount Lemmon         | Mount Lemmon Survey         |
| 198794 -      | 2005 EX137             | 9 de març de 2005      | Mount Lemmon         | Mount Lemmon Survey         |
| 198795 -      | 2005 EY140             | 10 de març de 2005     | Mount Lemmon         | Mount Lemmon Survey         |
| 198796 -      | 2005 ET152             | 10 de març de 2005     | Kitt Peak            | Spacewatch                  |
| 198797 -      | 2005 EF156             | 9 de març de 2005      | Catalina             | CSS                         |
| 198798 -      | 2005 EM156             | 9 de març de 2005      | Catalina             | CSS                         |
| 198799 -      | 2005 EL157             | 9 de març de 2005      | Mount Lemmon         | Mount Lemmon Survey         |
| 198800 -      | 2005 EZ166             | 11 de març de 2005     | Mount Lemmon         | Mount Lemmon Survey         |
| 198801-198900 |                        |                        |                      |                             |
| 198801 -      | 2005 EH172             | 7 de març de 2005      | Siding Spring        | SSS                         |
| 198802 -      | 2005 ET175             | 8 de març de 2005      | Socorro              | LINEAR                      |
| 198803 -      | 2005 EW177             | 9 de març de 2005      | Kitt Peak            | Spacewatch                  |
| 198804 -      | 2005 EW180             | 9 de març de 2005      | Mount Lemmon         | Mount Lemmon Survey         |
| 198805 -      | 2005 EE190             | 11 de març de 2005     | Mount Lemmon         | Mount Lemmon Survey         |
| 198806 -      | 2005 ES194             | 11 de març de 2005     | Mount Lemmon         | Mount Lemmon Survey         |
| 198807 -      | 2005 EX195             | 11 de març de 2005     | Mount Lemmon         | Mount Lemmon Survey         |
| 198808 -      | 2005 EY196             | 11 de març de 2005     | Anderson Mesa        | LONEOS                      |
| 198809 -      | 2005 EG201             | 8 de març de 2005      | Catalina             | CSS                         |
| 198810 -      | 2005 EK201             | 8 de març de 2005      | Catalina             | CSS                         |
| 198811 -      | 2005 EF203             | 10 de març de 2005     | Mount Lemmon         | Mount Lemmon Survey         |
| 198812 -      | 2005 EV207             | 4 de març de 2005      | Kitt Peak            | Spacewatch                  |
| 198813 -      | 2005 EB217             | 9 de març de 2005      | Catalina             | CSS                         |
| 198814 -      | 2005 EJ218             | 10 de març de 2005     | Anderson Mesa        | LONEOS                      |
| 198815 -      | 2005 EJ222             | 12 de març de 2005     | Great Shefford       | Great Shefford              |
| 198816 -      | 2005 EZ222             | 10 de març de 2005     | Catalina             | CSS                         |
| 198817 -      | 2005 EZ244             | 11 de març de 2005     | Socorro              | LINEAR                      |
| 198818 -      | 2005 EK247             | 12 de març de 2005     | Socorro              | LINEAR                      |
| 198819 -      | 2005 ES247             | 12 de març de 2005     | Socorro              | LINEAR                      |
| 198820 -      | 2005 ET249             | 13 de març de 2005     | Moletai              | MAO                         |
| 198821 -      | 2005 ER258             | 11 de març de 2005     | Mount Lemmon         | Mount Lemmon Survey         |
| 198822 -      | 2005 EW263             | 13 de març de 2005     | Mount Lemmon         | Mount Lemmon Survey         |
| 198823 -      | 2005 ES264             | 13 de març de 2005     | Kitt Peak            | Spacewatch                  |
| 198824 -      | 2005 EV265             | 13 de març de 2005     | Catalina             | CSS                         |
| 198825 -      | 2005 EW272             | 3 de març de 2005      | Kitt Peak            | Spacewatch                  |
| 198826 -      | 2005 EY272             | 3 de març de 2005      | Kitt Peak            | Spacewatch                  |
| 198827 -      | 2005 EA273             | 3 de març de 2005      | Catalina             | CSS                         |
| 198828 -      | 2005 EA277             | 8 de març de 2005      | Mount Lemmon         | Mount Lemmon Survey         |
| 198829 -      | 2005 EP279             | 10 de març de 2005     | Catalina             | CSS                         |
| 198830 -      | 2005 EX285             | 1 de març de 2005      | Catalina             | CSS                         |
| 198831 -      | 2005 EL290             | 9 de març de 2005      | Siding Spring        | SSS                         |
| 198832 -      | 2005 EY295             | 9 de març de 2005      | Kitt Peak            | M. W. Buie                  |
| 198833 -      | 2005 EB315             | 11 de març de 2005     | Kitt Peak            | M. W. Buie                  |
| 198834 -      | 2005 EW326             | 8 de març de 2005      | Mount Lemmon         | Mount Lemmon Survey         |
| 198835 -      | 2005 GY2               | 1 d'abril de 2005      | Anderson Mesa        | LONEOS                      |
| 198836 -      | 2005 GP39              | 4 d'abril de 2005      | Catalina             | CSS                         |
| 198837 -      | 2005 GT47              | 5 d'abril de 2005      | Palomar              | NEAT                        |
| 198838 -      | 2005 GB54              | 4 d'abril de 2005      | Socorro              | LINEAR                      |
| 198839 -      | 2005 GV54              | 5 d'abril de 2005      | Mount Lemmon         | Mount Lemmon Survey         |
| 198840 -      | 2005 GZ57              | 6 d'abril de 2005      | Mount Lemmon         | Mount Lemmon Survey         |
| 198841 -      | 2005 GL74              | 5 d'abril de 2005      | Anderson Mesa        | LONEOS                      |
| 198842 -      | 2005 GT85              | 4 d'abril de 2005      | Mount Lemmon         | Mount Lemmon Survey         |
| 198843 -      | 2005 GW108             | 10 d'abril de 2005     | Mount Lemmon         | Mount Lemmon Survey         |
| 198844 -      | 2005 GP119             | 9 d'abril de 2005      | Siding Spring        | SSS                         |
| 198845 -      | 2005 GF120             | 2 d'abril de 2005      | Anderson Mesa        | LONEOS                      |
| 198846 -      | 2005 GV178             | 15 d'abril de 2005     | Siding Spring        | SSS                         |
| 198847 -      | 2005 GO189             | 12 d'abril de 2005     | Kitt Peak            | M. W. Buie                  |
| 198848 -      | 2005 GK196             | 10 d'abril de 2005     | Kitt Peak            | M. W. Buie                  |
| 198849 -      | 2005 HJ7               | 30 d'abril de 2005     | Kitt Peak            | Spacewatch                  |
| 198850 -      | 2005 JC88              | 10 de maig de 2005     | Kitt Peak            | Spacewatch                  |
| 198851 -      | 2005 JY98              | 8 de maig de 2005      | Siding Spring        | SSS                         |
| 198852 -      | 2005 JS103             | 10 de maig de 2005     | Kitt Peak            | Spacewatch                  |
| 198853 -      | 2005 JY152             | 4 de maig de 2005      | Mount Lemmon         | Mount Lemmon Survey         |
| 198854 -      | 2005 JZ178             | 14 de maig de 2005     | Palomar              | NEAT                        |
| 198855 -      | 2005 LH3               | 2 de juny de 2005      | Socorro              | LINEAR                      |
| 198856 -      | 2005 LR3               | 4 de juny de 2005      | Socorro              | LINEAR                      |
| 198857 -      | 2005 LJ7               | 1 de juny de 2005      | Kitt Peak            | Spacewatch                  |
| 198858 -      | 2005 LN51              | 14 de juny de 2005     | Kitt Peak            | Spacewatch                  |
| 198859 -      | 2005 MP32              | 28 de juny de 2005     | Palomar              | NEAT                        |
| 198860 -      | 2005 NX41              | 4 de juliol de 2005    | Palomar              | NEAT                        |
| 198861 -      | 2005 OX2               | 30 de juliol de 2005   | Socorro              | LINEAR                      |
| 198862 -      | 2005 QK8               | 25 d'agost de 2005     | Palomar              | NEAT                        |
| 198863 -      | 2005 QL23              | 27 d'agost de 2005     | Anderson Mesa        | LONEOS                      |
| 198864 -      | 2005 QS84              | 30 d'agost de 2005     | Kitt Peak            | Spacewatch                  |
| 198865 -      | 2005 QT157             | 30 d'agost de 2005     | RAS                  | R. Hutsebaut                |
| 198866 -      | 2005 QU167             | 28 d'agost de 2005     | Anderson Mesa        | LONEOS                      |
| 198867 -      | 2005 QO181             | 30 d'agost de 2005     | Palomar              | NEAT                        |
| 198868 -      | 2005 RB1               | 2 de setembre de 2005  | Palomar              | NEAT                        |
| 198869 -      | 2005 RO24              | 11 de setembre de 2005 | Anderson Mesa        | LONEOS                      |
| 198870 -      | 2005 RS27              | 10 de setembre de 2005 | Anderson Mesa        | LONEOS                      |
| 198871 -      | 2005 RY32              | 8 de setembre de 2005  | Socorro              | LINEAR                      |
| 198872 -      | 2005 SU2               | 23 de setembre de 2005 | Catalina             | CSS                         |
| 198873 -      | 2005 SZ28              | 23 de setembre de 2005 | Kitt Peak            | Spacewatch                  |
| 198874 -      | 2005 SK30              | 23 de setembre de 2005 | Catalina             | CSS                         |
| 198875 -      | 2005 SA44              | 24 de setembre de 2005 | Kitt Peak            | Spacewatch                  |
| 198876 -      | 2005 SD48              | 24 de setembre de 2005 | Kitt Peak            | Spacewatch                  |
| 198877 -      | 2005 SH71              | 30 de setembre de 2005 | Siding Spring        | SSS                         |
| 198878 -      | 2005 SJ93              | 24 de setembre de 2005 | Kitt Peak            | Spacewatch                  |
| 198879 -      | 2005 SC123             | 29 de setembre de 2005 | Anderson Mesa        | LONEOS                      |
| 198880 -      | 2005 SN140             | 25 de setembre de 2005 | Kitt Peak            | Spacewatch                  |
| 198881 -      | 2005 SX180             | 29 de setembre de 2005 | Anderson Mesa        | LONEOS                      |
| 198882 -      | 2005 SH187             | 29 de setembre de 2005 | Anderson Mesa        | LONEOS                      |
| 198883 -      | 2005 ST215             | 30 de setembre de 2005 | Catalina             | CSS                         |
| 198884 -      | 2005 SH253             | 30 de setembre de 2005 | Kitt Peak            | Spacewatch                  |
| 198885 -      | 2005 SE281             | 30 de setembre de 2005 | Mount Lemmon         | Mount Lemmon Survey         |
| 198886 -      | 2005 TT10              | 2 d'octubre de 2005    | Catalina             | CSS                         |
| 198887 -      | 2005 TE63              | 4 d'octubre de 2005    | Mount Lemmon         | Mount Lemmon Survey         |
| 198888 -      | 2005 TY77              | 6 d'octubre de 2005    | Anderson Mesa        | LONEOS                      |
| 198889 -      | 2005 TW81              | 3 d'octubre de 2005    | Kitt Peak            | Spacewatch                  |
| 198890 -      | 2005 TH83              | 3 d'octubre de 2005    | Socorro              | LINEAR                      |
| 198891 -      | 2005 TF90              | 5 d'octubre de 2005    | Kitt Peak            | Spacewatch                  |
| 198892 -      | 2005 TO104             | 8 d'octubre de 2005    | Socorro              | LINEAR                      |
| 198893 -      | 2005 TW138             | 8 d'octubre de 2005    | Kitt Peak            | Spacewatch                  |
| 198894 -      | 2005 TL152             | 11 d'octubre de 2005   | Kitt Peak            | Spacewatch                  |
| 198895 -      | 2005 TQ168             | 9 d'octubre de 2005    | Kitt Peak            | Spacewatch                  |
| 198896 -      | 2005 TC173             | 13 d'octubre de 2005   | Socorro              | LINEAR                      |
| 198897 -      | 2005 UZ7               | 26 d'octubre de 2005   | Ottmarsheim          | C. Rinner                   |
| 198898 -      | 2005 US16              | 22 d'octubre de 2005   | Kitt Peak            | Spacewatch                  |
| 198899 -      | 2005 UQ27              | 23 d'octubre de 2005   | Catalina             | CSS                         |
| 198900 -      | 2005 UH30              | 23 d'octubre de 2005   | Catalina             | CSS                         |
| 198901-199000 |                        |                        |                      |                             |
| 198901 -      | 2005 UX30              | 24 d'octubre de 2005   | Kitt Peak            | Spacewatch                  |
| 198902 -      | 2005 UE32              | 24 d'octubre de 2005   | Kitt Peak            | Spacewatch                  |
| 198903 -      | 2005 UA33              | 24 d'octubre de 2005   | Kitt Peak            | Spacewatch                  |
| 198904 -      | 2005 UH33              | 24 d'octubre de 2005   | Kitt Peak            | Spacewatch                  |
| 198905 -      | 2005 UJ33              | 24 d'octubre de 2005   | Kitt Peak            | Spacewatch                  |
| 198906 -      | 2005 UL38              | 24 d'octubre de 2005   | Kitt Peak            | Spacewatch                  |
| 198907 -      | 2005 UO40              | 24 d'octubre de 2005   | Kitt Peak            | Spacewatch                  |
| 198908 -      | 2005 UZ41              | 25 d'octubre de 2005   | Kitt Peak            | Spacewatch                  |
| 198909 -      | 2005 UZ49              | 23 d'octubre de 2005   | Catalina             | CSS                         |
| 198910 -      | 2005 UX59              | 25 d'octubre de 2005   | Anderson Mesa        | LONEOS                      |
| 198911 -      | 2005 UM64              | 25 d'octubre de 2005   | Catalina             | CSS                         |
| 198912 -      | 2005 UV73              | 23 d'octubre de 2005   | Palomar              | NEAT                        |
| 198913 -      | 2005 UD112             | 22 d'octubre de 2005   | Kitt Peak            | Spacewatch                  |
| 198914 -      | 2005 UE112             | 22 d'octubre de 2005   | Kitt Peak            | Spacewatch                  |
| 198915 -      | 2005 UZ126             | 24 d'octubre de 2005   | Kitt Peak            | Spacewatch                  |
| 198916 -      | 2005 UU130             | 24 d'octubre de 2005   | Kitt Peak            | Spacewatch                  |
| 198917 -      | 2005 UG131             | 24 d'octubre de 2005   | Kitt Peak            | Spacewatch                  |
| 198918 -      | 2005 UP132             | 24 d'octubre de 2005   | Palomar              | NEAT                        |
| 198919 -      | 2005 UT142             | 25 d'octubre de 2005   | Mount Lemmon         | Mount Lemmon Survey         |
| 198920 -      | 2005 UP158             | 30 d'octubre de 2005   | Vicques              | M. Ory                      |
| 198921 -      | 2005 US160             | 22 d'octubre de 2005   | Catalina             | CSS                         |
| 198922 -      | 2005 US174             | 24 d'octubre de 2005   | Kitt Peak            | Spacewatch                  |
| 198923 -      | 2005 UJ180             | 24 d'octubre de 2005   | Kitt Peak            | Spacewatch                  |
| 198924 -      | 2005 UA181             | 24 d'octubre de 2005   | Kitt Peak            | Spacewatch                  |
| 198925 -      | 2005 UE185             | 25 d'octubre de 2005   | Mount Lemmon         | Mount Lemmon Survey         |
| 198926 -      | 2005 UW203             | 25 d'octubre de 2005   | Mount Lemmon         | Mount Lemmon Survey         |
| 198927 -      | 2005 UO216             | 25 d'octubre de 2005   | Mount Lemmon         | Mount Lemmon Survey         |
| 198928 -      | 2005 UP216             | 25 d'octubre de 2005   | Mount Lemmon         | Mount Lemmon Survey         |
| 198929 -      | 2005 UK217             | 27 d'octubre de 2005   | Mount Lemmon         | Mount Lemmon Survey         |
| 198930 -      | 2005 UW241             | 25 d'octubre de 2005   | Kitt Peak            | Spacewatch                  |
| 198931 -      | 2005 UP242             | 25 d'octubre de 2005   | Kitt Peak            | Spacewatch                  |
| 198932 -      | 2005 UX243             | 25 d'octubre de 2005   | Kitt Peak            | Spacewatch                  |
| 198933 -      | 2005 UY249             | 22 d'octubre de 2005   | Kitt Peak            | Spacewatch                  |
| 198934 -      | 2005 UR251             | 24 d'octubre de 2005   | Kitt Peak            | Spacewatch                  |
| 198935 -      | 2005 UO253             | 27 d'octubre de 2005   | Palomar              | NEAT                        |
| 198936 -      | 2005 US260             | 25 d'octubre de 2005   | Kitt Peak            | Spacewatch                  |
| 198937 -      | 2005 UX263             | 27 d'octubre de 2005   | Kitt Peak            | Spacewatch                  |
| 198938 -      | 2005 US273             | 28 d'octubre de 2005   | Mount Lemmon         | Mount Lemmon Survey         |
| 198939 -      | 2005 UG276             | 24 d'octubre de 2005   | Kitt Peak            | Spacewatch                  |
| 198940 -      | 2005 UA279             | 24 d'octubre de 2005   | Kitt Peak            | Spacewatch                  |
| 198941 -      | 2005 UV281             | 25 d'octubre de 2005   | Mount Lemmon         | Mount Lemmon Survey         |
| 198942 -      | 2005 UW289             | 26 d'octubre de 2005   | Kitt Peak            | Spacewatch                  |
| 198943 -      | 2005 UZ290             | 26 d'octubre de 2005   | Kitt Peak            | Spacewatch                  |
| 198944 -      | 2005 UM292             | 26 d'octubre de 2005   | Kitt Peak            | Spacewatch                  |
| 198945 -      | 2005 UQ296             | 26 d'octubre de 2005   | Kitt Peak            | Spacewatch                  |
| 198946 -      | 2005 UB297             | 26 d'octubre de 2005   | Kitt Peak            | Spacewatch                  |
| 198947 -      | 2005 UR298             | 26 d'octubre de 2005   | Kitt Peak            | Spacewatch                  |
| 198948 -      | 2005 UB308             | 27 d'octubre de 2005   | Mount Lemmon         | Mount Lemmon Survey         |
| 198949 -      | 2005 UG322             | 27 d'octubre de 2005   | Kitt Peak            | Spacewatch                  |
| 198950 -      | 2005 UW327             | 29 d'octubre de 2005   | Catalina             | CSS                         |
| 198951 -      | 2005 UJ330             | 28 d'octubre de 2005   | Kitt Peak            | Spacewatch                  |
| 198952 -      | 2005 UR346             | 30 d'octubre de 2005   | Kitt Peak            | Spacewatch                  |
| 198953 -      | 2005 US348             | 23 d'octubre de 2005   | Catalina             | CSS                         |
| 198954 -      | 2005 UE350             | 27 d'octubre de 2005   | Catalina             | CSS                         |
| 198955 -      | 2005 UJ355             | 29 d'octubre de 2005   | Catalina             | CSS                         |
| 198956 -      | 2005 UL355             | 29 d'octubre de 2005   | Catalina             | CSS                         |
| 198957 -      | 2005 UN378             | 29 d'octubre de 2005   | Kitt Peak            | Spacewatch                  |
| 198958 -      | 2005 UY379             | 29 d'octubre de 2005   | Mount Lemmon         | Mount Lemmon Survey         |
| 198959 -      | 2005 UU382             | 27 d'octubre de 2005   | Socorro              | LINEAR                      |
| 198960 -      | 2005 US425             | 28 d'octubre de 2005   | Kitt Peak            | Spacewatch                  |
| 198961 -      | 2005 UC430             | 28 d'octubre de 2005   | Kitt Peak            | Spacewatch                  |
| 198962 -      | 2005 UJ435             | 29 d'octubre de 2005   | Mount Lemmon         | Mount Lemmon Survey         |
| 198963 -      | 2005 UA438             | 27 d'octubre de 2005   | Mount Lemmon         | Mount Lemmon Survey         |
| 198964 -      | 2005 UC439             | 28 d'octubre de 2005   | Mount Lemmon         | Mount Lemmon Survey         |
| 198965 -      | 2005 UC442             | 29 d'octubre de 2005   | Socorro              | LINEAR                      |
| 198966 -      | 2005 UR444             | 30 d'octubre de 2005   | Mount Lemmon         | Mount Lemmon Survey         |
| 198967 -      | 2005 UT445             | 31 d'octubre de 2005   | Mount Lemmon         | Mount Lemmon Survey         |
| 198968 -      | 2005 UF506             | 24 d'octubre de 2005   | Mauna Kea            | D. J. Tholen                |
| 198969 -      | 2005 UJ508             | 25 d'octubre de 2005   | Kitt Peak            | Spacewatch                  |
| 198970 -      | 2005 UP508             | 28 d'octubre de 2005   | Mount Lemmon         | Mount Lemmon Survey         |
| 198971 -      | 2005 UU512             | 31 d'octubre de 2005   | Mauna Kea            | D. J. Tholen                |
| 198972 -      | 2005 UB527             | 27 d'octubre de 2005   | Mount Lemmon         | Mount Lemmon Survey         |
| 198973 -      | 2005 VO3               | 6 de novembre de 2005  | Ottmarsheim          | C. Rinner                   |
| 198974 -      | 2005 VN4               | 6 de novembre de 2005  | Ottmarsheim          | C. Rinner                   |
| 198975 -      | 2005 VO9               | 1 de novembre de 2005  | Kitt Peak            | Spacewatch                  |
| 198976 -      | 2005 VS15              | 2 de novembre de 2005  | Socorro              | LINEAR                      |
| 198977 -      | 2005 VD16              | 2 de novembre de 2005  | Socorro              | LINEAR                      |
| 198978 -      | 2005 VT29              | 4 de novembre de 2005  | Kitt Peak            | Spacewatch                  |
| 198979 -      | 2005 VF30              | 4 de novembre de 2005  | Kitt Peak            | Spacewatch                  |
| 198980 -      | 2005 VW30              | 4 de novembre de 2005  | Kitt Peak            | Spacewatch                  |
| 198981 -      | 2005 VK35              | 3 de novembre de 2005  | Mount Lemmon         | Mount Lemmon Survey         |
| 198982 -      | 2005 VL44              | 3 de novembre de 2005  | Mount Lemmon         | Mount Lemmon Survey         |
| 198983 -      | 2005 VY64              | 1 de novembre de 2005  | Mount Lemmon         | Mount Lemmon Survey         |
| 198984 -      | 2005 VJ67              | 1 de novembre de 2005  | Mount Lemmon         | Mount Lemmon Survey         |
| 198985 -      | 2005 VH73              | 1 de novembre de 2005  | Mount Lemmon         | Mount Lemmon Survey         |
| 198986 -      | 2005 VB82              | 6 de novembre de 2005  | Mount Lemmon         | Mount Lemmon Survey         |
| 198987 -      | 2005 VY86              | 5 de novembre de 2005  | Kitt Peak            | Spacewatch                  |
| 198988 -      | 2005 VN99              | 1 de novembre de 2005  | Anderson Mesa        | LONEOS                      |
| 198989 -      | 2005 VT101             | 2 de novembre de 2005  | Mount Lemmon         | Mount Lemmon Survey         |
| 198990 -      | 2005 VS110             | 6 de novembre de 2005  | Mount Lemmon         | Mount Lemmon Survey         |
| 198991 -      | 2005 VQ116             | 11 de novembre de 2005 | Kitt Peak            | Spacewatch                  |
| 198992 -      | 2005 VL124             | 7 de novembre de 2005  | Mauna Kea            | Mauna Kea                   |
| 198993 -      | 2005 WE5               | 20 de novembre de 2005 | Nogales              | J.-C. Merlin                |
| 198994 -      | 2005 WL18              | 22 de novembre de 2005 | Kitt Peak            | Spacewatch                  |
| 198995 -      | 2005 WM25              | 21 de novembre de 2005 | Kitt Peak            | Spacewatch                  |
| 198996 -      | 2005 WJ36              | 22 de novembre de 2005 | Kitt Peak            | Spacewatch                  |
| 198997 -      | 2005 WT36              | 22 de novembre de 2005 | Kitt Peak            | Spacewatch                  |
| 198998 -      | 2005 WO41              | 21 de novembre de 2005 | Kitt Peak            | Spacewatch                  |
| 198999 -      | 2005 WR44              | 22 de novembre de 2005 | Kitt Peak            | Spacewatch                  |
| 199000 -      | 2005 WW45              | 22 de novembre de 2005 | Kitt Peak            | Spacewatch                  |